# Leopard 2
El Leopard 2 es un carro de combate principal desarrollado en Alemania a comienzos de la década de 1970 por Krauss-Maffei-Wegmann. Entró en servicio por primera vez en 1979, reemplazando al Leopard 1 en su función de carro de combate principal en el Ejército Alemán. Después de sucesivas actualizaciones y mejoras, su versión más moderna es la A8 y está al nivel de los mejores y más avanzados vehículos blindados de combate del mundo. En total se han fabricado más de 3480 Leopard 2. Actualmente son utilizados por Alemania y sus diferentes versiones están en servicio en otros doce países europeos y en varios países fuera de Europa. Entró en combate por primera vez en Kosovo con el Ejército Alemán, además de emplearse en Afganistán con la ISAF danesas y canadienses, por el Ejército de Turquía en la guerra civil siria y por las Fuerzas Armadas de Ucrania durante la invasión rusa de Ucrania.

## Historia

### Desarrollo
Incluso cuando el Leopard 1 ya había entrado en servicio, el Ejército Alemán estaba interesado en producir un tanque mejorado en la siguiente década. Esto tuvo lugar con el desarrollo del MBT-70 en cooperación con los Estados Unidos, que comenzó en 1963. No obstante, ya en 1967 se cuestionaba si el MBT-70 entraría en servicio alguna vez. Por lo tanto, el gobierno alemán encargó investigar actualizaciones del Leopard 1 a la compañía alemana Porsche en 1967. Este estudio fue llamado Vergoldeter Leopard (Leopardo dorado) y se centró en la incorporación de una tecnología avanzada al diseño del Leopard. Las actualizaciones proyectadas agregaron un cargador automático, un cañón automático coaxial y un periscopio independiente para el comandante. La ametralladora antiaérea podía ser manejada desde el interior del vehículo y se colocó una cámara de televisión en un mástil opcional. La forma de la torre y de la barcaza fueron optimizadas usando un blindaje de acero forjado, mientras que la suspensión, la transmisión y el escape del motor fueron mejorados.

### Desarrollo del prototipo
Tras el final del estudio del Leopard dorado en 1967, el Gobierno de Alemania Occidental decidió centrarse en el Experimentalentwicklung (desarrollo experimental) como estudio de la factibilidad y del desarrollo de nuevos componentes para actualizar el Leopard 1 y para usarlo en un futuro programa de un carro de combate principal. Al principio se invirtieron 25 millones de marcos en esto, pero después la industria llegó a la conclusión de que con un presupuesto tan bajo no era posible el desarrollo de los dos proyectos originales y se invirtieron de 30 a 32 millones de marcos. Para el desarrollo experimental se contrató a la empresa Krauss-Maffei, con la obligación de cooperar con Porsche para el desarrollo del chasis y con Wegmann para el desarrollo de la torre. Se hicieron dos prototipos con componentes diferentes con el ánimo de mejorar la concepción del Leopard 1 para que pudiera tener la potencia de fuego del MBT-70. Los principales objetivos del desarrollo experimental fue obtener la posibilidad de alcanzar objetivos con un solo disparo en rangos de 2000 metros y la capacidad de alcanzar con precisión los objetivos en movimiento gracias a un sistema de control de fuego informatizado. Los vehículos resultantes fueron llamados Keiler (Jabalí). Entre 1969 y 1970 se construyeron dos prototipos, el Keiler ET 01 y el Keiler ET 02, ambos impulsados por el motor MB 872.
El MBT-70 tenía un diseño revolucionario, pero tras varios sobrecostes y problemas tecnológicos, Alemania se retiró del proyecto en 1969. Tras intentos infructuosos de salvar el MBT-70 con cambios conceptuales para eliminar el principal problema (el sitio del conductor en la torre) Alemania paró el proyecto a finales de 1969.
Un año después, se decidió continuar con un desarrollo basado en el proyecto del Keiler de finales de los años 60 en lugar de finalizar el desarrollo del Eber. En 1971 el diseño fue llamado Leopard 2, por lo que al tanque Leopard original se le llamó Leopard 1. Paul-Werner Krapke se convirtió en el oficial encargado del proyecto del Leopard 2. Originalmente, se proyectaron dos versiones: el Leopard 2K, con cañón propio, y el Leopard 2FK, que contaría con el cañón XM150 del MBT-70.
A mediados de 1973 Wegmann, diseñó una nueva torre que pesaba 1,5 toneladas menos. Fue llamada Spitzmaus-Turm (torre Musaraña) debido a que tenía una parte delantera muy inclinada. Este diseño solo fue posible por el nuevo telémetro óptico EMES-13, que solo requería una longitud de base de 350 mm en lugar de los 1720 mm anteriores.
Debido a las experiencias de la guerra de Yom Kipur a finales de 1973 se precisó un mayor nivel de protección que el de esa torre muy inclinada de los prototipos, por lo que la Spitzmaus-Turm nunca llegó a producirse. El límite de pesó aumentó de MLC50 a MLC60, lo que equivalía aproximadamente a 55 toneladas. La torre T14 fue modificada un nuevo blindaje, lo que le dio una apariencia de estar "hecha de bloques" como resultado de haber usado módulos verticales de blindaje multicapa. También se usó el nuevo telémetro óptico EMES-13. La torre T14 modificada fue llamada T14 mod y fue completada con un control electrónico completo y un sistema de estabilización que fueron diseñadas conjuntamente por las empresas General Electric y AEG Telefunken.

### Leopard 2AV
En julio de 1973 el ministro de Defensa alemán Georg Leber y su homólogo estadounidense James R. Schlesinger en favor de la OTAN. Al integrar los componentes completamente desarrollados por las empresas alemanas para el Leopard 2, se redujeron los costes del prototipo de carro de combate principal XM1 Abrams de los EE. UU., desarrollado después del MBT-70. Se envió una comisión alemana a los EE. UU. para evaluar la armonización de los componentes entre el XM1 y el Leopard 2. No obstante, debido a las leyes estadounidenses no fue posible que un licitador público interviniera en una licitación de contratación pública después de que se adjudicara un contrato con intención de lucro y un plazo a empresas de la industria privada.
Como resultado, se investigó la modificación del prototipos de Leopard 2 para que pudieran ser equiparables a las especificaciones a las del Ejército de los EE. UU. El 11 de diciembre de 1974 se firmó un memorándum de entendimiento entre la República Federal de Alemania y los Estados Unidos de América que declaraba que los EE. UU. debían probar el Leopard 2 contra los prototipos del XM1, después de que los estadounidenses compraran e investigaran el prototipo PT07 en 1973. El memorándum obligaba a la República Federal de Alemania a enviar un prototipo completo, una barcaza del tanque, un vehículo para pruebas balísticas y un número de partes balísticas especiales a los EE. UU., para pasar por procedimientos de prueba de EE. UU. sin costes adicionales.
El Leopard 2k (versión austera) se basó en el desarrollo previo del Leopard 2. Fue creado para tener unas especificaciones similares a los de EE. UU. y las últimas especificaciones de protección del Ministerio de Defensa Alemán. La torre T14 mod se usó como base para la torre del Leopard 2AV, pero para cumplir con el nivel de protección requerido para el casco hubo varios intentos hasta las pruebas finales de balística de entre el 23 y el 26 de junio de 1976. Con base en las especificaciones de EE. UU., al prototipo de torre PT19 le fue colocada un telémetro láser desarrollado junto con la compañía estadounidense Hughes Aircraft. En comparación con los prototipos anteriores de Leopard 2, el sistema de control de incendios se simplificó al reemplazar el telémetro óptico EMES-12 y al eliminar el sensor de viento cruzado, los sensores de temperatura y presión del aire, el sensor de temperatura de la pólvora, la mira del comandante PERI R-12 con reflector, el lanzador de granadas de corto alcance para su uso contra la infantería, el reflector retráctil, el foco, la mira de visión nocturna pasiva retráctil, el APU y la asistencia mecánica del cargador.
Como el diseño y la producción del Leopard 2AV tomó más tiempo del esperado, el envío a los EE. UU. y la evaluación estadounidense fue retrasada. No fue posible probar el Leopard 2AV antes del 1 de septiembre de 1976. Aunque Alemania habría querido que los prototipos Leopard 2AV y el XM1 hubieran sido evaluados al mismo tiempo, el Ejército de los EE. UU. decidió no esperar para el Leopard 2AV y probar los prototipos de XM1 de Chrysler y General Motors de antemano.
Dos nuevos prototipos de barcazas y tres torres fueron enviados a EE. UU.: la PT20 con un cañón L7 de 105 mm y un sistema de control de fuego Hughes, la PT19 con el mismo sistema de control de fuego pero a la que se podía sustituir el cañón por el Rheinmetall de ánima lisa de 120 mm, el PT21 equipado con el sistema de control de fuego Krupp Atlas Elektronik EMES-13 y el cañón Rheinmetall de 120 mm. El Leopard 2AV tenía las mismas especificaciones que las de los EE. UU. . Un estudio hecho la empresa estadounidense FMC Corporation indicaba que era posible producir el Leopard 2AV bajo licencia en los EE. UU. sin sobrepasar los límites de costes del Ejército. Pero antes de que finalizaran las pruebas se decidió que, en lugar de que el Ejército de los EE. UU. tuviera la posibilidad de adoptar el Leopard 2AV, habría que central la atención en poner en común los componentes entre los dos tanques. FMC, después de haber adquirido las licencias para la producción del Leopard 2AV, decidió no presentar una propuesta técnica, ya que vieron poca o ninguna posibilidad de que el Ejército de los EE. UU. adoptara un vehículo no desarrollado en los EE. UU.

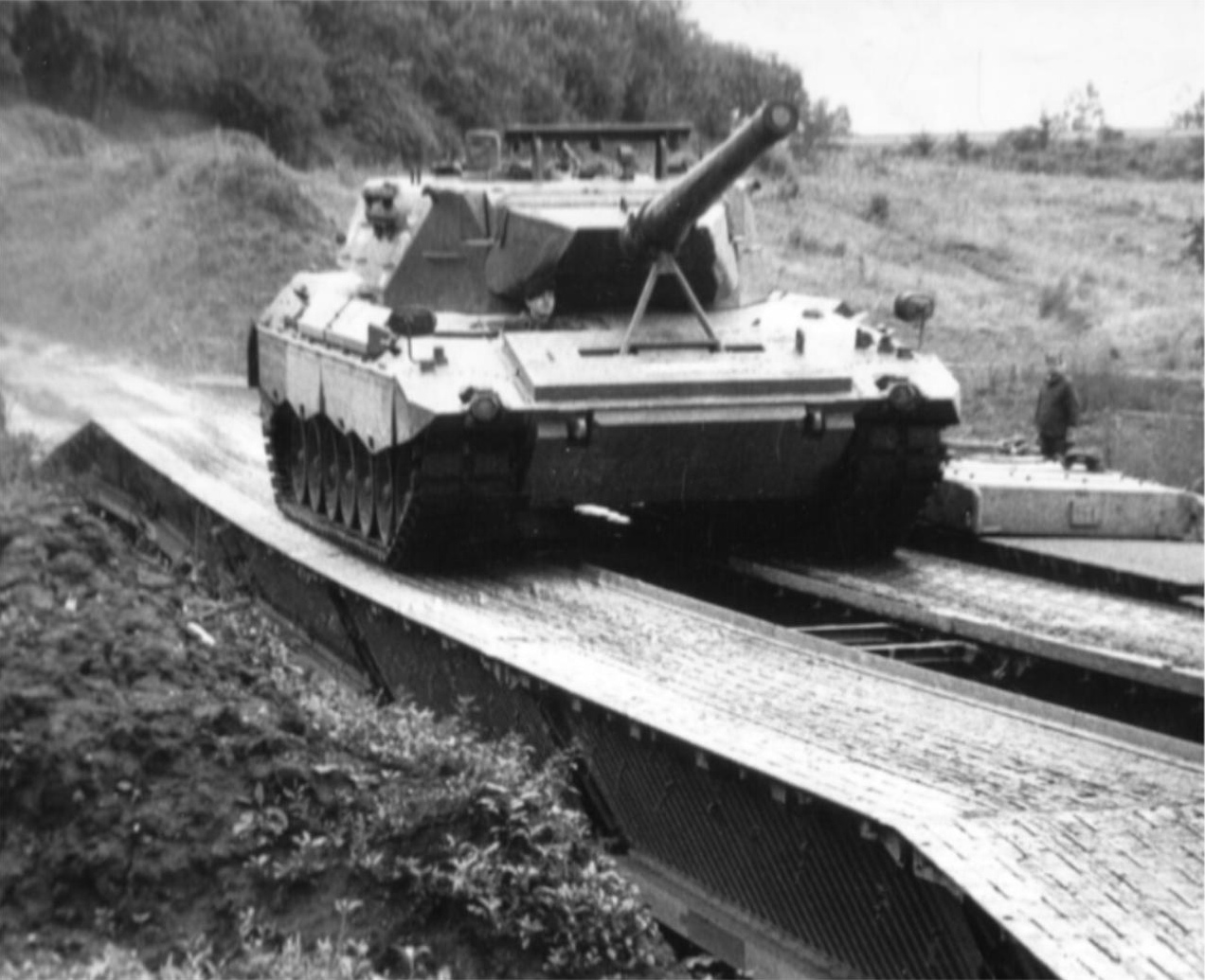
Prototipo PT 19 (1978).

La evaluación del Ejército de los EE. UU mostró que el tanque XM1 tenía una mayor de superficie cubierta por un blindaje especial que el Leopard 2AV. Las diferencias en la protección del blindaje fueron atribuidas a diferentes percepciones de las amenazas y a la premura con la que el Leopard 2AV fue diseñado a la hora de tener un blindaje especial. En las pruebas de movilidad, el Leopard 2AV funcionó unas veces igual y otras mejor que los prototipos de XM1. El la turbina de gas AGT-1500 demostró consumir un 50% más de combustible y las cadenas de Diehl tuvieron una mayor resistencia, mientras que las cadenas usadas en los prototipos de los XM1 no obtuvieron los requisitos del Ejército. La huella de calor del diésel MTU era mucho más baja. El sistema de control de fuego y las miras del Leopard 2 se consideraron mejores y el cañón de 120 mm demostró ser mejor. Los costes de producción para un tanque XM1 eran de 728.000 dólares, los costes para un Leopard 2AV eran de 56.000 dólares más.
En Alemania, las condiciones de las pruebas fueron criticadas, argumentándose que eran poco realistas y que favorecían al XM1. En lugar de usar datos reales de rendimiento, se usó la aceleración hipotética calculada. Se encontró que el XM1 tenía una tasa de fuego ligeramente más alta a pesar de tener diseños internos similares al Leopard 2AV, porque los XM1 fueron manejados por tripulación profesional, mientras que el Leopard 2AV tuvo que ser manejado por reclutas para demostrar que el Leopard 2AV no fuese demasiado complejo. Se demostró el fuego en movimiento por pistas planas, lo que impidió el lucimiento de los mejores sistemas de estabilización en el Leopard 2AV.

### Producción en serie
La decisión de poner el tanque Leopard 2k en producción por parte del Ejército Alemán fue hecha después de un estudio que demostró que la adopción del Leopard 2k podría otorgar un mayor potencial en combate para el Ejército Alemán que producir más Leopard 1A4 o desarrollar una versión mejorada del Leopard 1A4 con un cañón de ánima lisa de 105/120 mm, un blindaje mejorado, un nuevo sistema de control de fuego y un motor de 1200 o 1500 caballos.
Se aplicaron varios cambios al diseño del Leopard 2k antes de que empezase su producción en serie. El motor, la transmisión y la suspensión fueron ligeramente modificadas y mejoradas. La protección balística de la torre y de la barcaza fue mejorada y se le eliminaron los puntos débiles. La zona de movimiento de la torre que contenía los bastidores de munición preparados y los sistemas hidráulicos se separó del compartimento de la tripulación y fue equipado con paneles de ventilación. Se completó el desarrollo de varios componentes nuevos para el Leopard 2k que se encontraban en el Leopard 2AV(k) y de otros desarrollados después de las pruebas en EE. UU. Para la producción en serie se escogió el telémetro láser diseñado por Hughes y fabricado por US Common Modules frente al telémetro pasivo EMES-13. El sistema EMES-13 fue considerado la mejor solución, pero el sistema Hughes era más barato y estaba completamente desarrollado.
La empresa alemana Krupp-Atlas-Elektronik adquirió la licencia del diseño de Hughes y lo modificó para adaptarlo a las necesidades del Ejército Alemán. El telémetro modificado recibió el nombre de EMES-15. La instalación del motor estadounidense Honeywell AGT1500 en el Leopard 2k fue probada por Maschinenbau Kiel (MaK). El AGT-1500 de los Estados Unidos fue modificado para colocarse en el chasis del Leopard 2k. Sin embargo, las pruebas de manejo en el WTD 41 revelaron una serie de inconvenientes tales como el alto consumo de combustible y el rendimiento deficiente de la transmisión, incluidos los frenos.
En enero de 1977 Alemania encargó una pequeña cantidad pre-serie de tres barcazas y dos torres, que fueron entregadas en 1978. Estos vehículos habían incrementado la protección de su blindaje en la parte delantera de la barcaza. Una de las barcazas fue equipada con la antigua torre T21 y fue usada en la Academia del Ejército Alemán de Munster para pruebas de las tropas hasta 1979. En septiembre de 1977, se encargaron 1800 Leopard 2k para su producción en cinco lotes. El principal contratista fue Krauss-Maffei, pero a MaK le fue concedido un contrato para producir el 45% de los tanques. El primer lote consistió en 380 tanques. La entrega de 6 tanques estaba programada para 1979, 114 para 1980, 180 para 1981 y 300 tanques cada año siguiente. El primer tanque de la serie fue entregado el 25 de octubre de 1982. En 1982 se completó un lote de 380 tanques Leopard 2k. Krauss-Maffei construyó 209 (chasis del n.º 10001 al 10210) y 171 por MaK (chasis del n.º 20001 al 20172). Los primeros tanques producidos fueron equipados con el intensificador de imagen PzB-200 debido a la escasa producción del nuevo sistema de visión nocturna térmica, que posteriormente se adaptó a los modelos anteriores. Después de los cinco primeros lotes, se encargaron tres lotes adiciones de tanques Leopard 2k, aumentando la cantidad de tanques Leopard 2k encargados por Alemania a 2.215. Los tanques fueron producidos entre mayo de 1988 y abril de 1990. El último lote del Ejército Alemán, de 75 tanques, fue producido entre enero de 1991 y marzo de 1992.

### Mejoras posteriores
Mientras que los anteriores modelos solo variaron en detalles, el Leopard 2A4 tenía un ordenador de balística digital y un sistema de extinción de incendios mejorado. A partir del sexto lote, los tanques fueron equipados con un blindaje mejorado y faldones laterales nuevos. En 1984 la agencia de adquisiciones militares alemana estableció una serie de requisitos para una futura actualización del Leopard 2. En 1989, se inició en Alemania el Programa Kampfwertsteigerung (Aumento del Potencial de Combate) con la entrega de los primeros prototipos. Las especificaciones militares oficiales se publicaron en marzo de 1990. El programa KWS diseñado constaba de tres fases. La primera fase del programa KWS reemplazaba el cañón Rheinmetall 120 mm L/44 y su correspondiente montura por una versión L/55 de cañón más largo y más letal. Esta fuse fue adoptada con 225 tanques Leopard 2A6 producidos entre 2001 y 2005. La segunda fase del KWS, centrada en mejorar la protección del blindaje y en la supervivencia, fue adoptada con el Leopard 2A5 a partir de 1995. Se cambió el blindaje de la base del tanque y se instalaron módulos de blindaje adicionales en la torre. Entre 1995 y 1998 se actualizó un primer lote de 225 tanques con las características de los Leopard 2A5, y entre 1999 y 2002 se hizo lo mismo con un segundo lote de 125 tanques.
En la tercera fase del KWS se planeó reemplazar la torre del Leopard 2 por una nueva torre dotada con un cañón NPzK de 140 mm, un cargador automático y el sistema de manejo en campos de batalla IFIS. La protección balística de la barcaza se mejoró. Originalmente, la tercera fase del KWS se proyectó para 650 tanques Leopard. Nunca se finalizó, pero el cañón NPzK de 140 mm NPzK fue probado en un prototipo más antiguo. En 1995 se canceló debido a cambios en el ambiente político. Los fondos fueron trasladados al Proyecto NGP el Ejército Alemán. El Leopard 2A6M fue desarrollado con un equipo de protección antiminas mejorado, que daba protección contra minas que podían ser detonadas debajo de la barcaza (como las minas con detonadores de flexión de alambre) y las minas EFP. El peso del Leopard 2A6M es de 62,5 toneladas.
La última versión del tanque es el Leopard 2A7, que entró en servicio en un pequeño lote inicial de 20 tanques en 2014. Antes de la entrega del primer Leopard 2A7 al Ejército Alemán, ya había planes para futuras mejoras del tanque. En este momento se mejoró mucho el valor en combate mientras que mantuvo la movilidad original diseñada para el Leopard 2. También se mejoró la óptica del tanque.

### Exportaciones
Los Países Bajos encargaron 445 tanques Leopard 2 el 2 de marzo de 1979, después de examinar los resultados del Leopard 2AV en los Estados Unidos. Se convirtió en el primer cliente de las exportaciones de Leopard 2 y los vehículos fueron entregados entre julio de 1981 y julio de 1986. El Ejército Suizo decidió comprar tanques Leopard 2 en lugar de los M1A1 Abrams después de probar ambos tanques entre agosto de 1981 y junio de 1982. La decisión suiza se tomó el 24 de agosto de 1983 y la financiación fue posteriormente aprobada por el gobierno en 1984. El Leopard 2 se hizo muy popular en los años 90, cuando el reducido Ejército Alemán ofreció muchos de sus Leopard 2 sobrantes a un precio rebajado. Se volvió tan exitoso en Europa que el fabricante lo empezó a llamar Euro Leopard, a pesar de que Francia, Gran Bretaña e Italia tenían sus propios carros de combate principales. No obstante, con los pedidos posteriores no europeos se ha llamado Global Leopard.
Después de investigar la opción de un tanque de desarrollo nacional para reemplazar el tanque Stridsvagn 103, el Ejército de Suecia decidió comprar un modelo de tanque extranjero. El Leopard 2 Improved (Mejorado) (prototipo Leopard 2A5) fue escogido en lugar del M1A2 Abrams y del francés Leclerc; después de profundas pruebas entre enero de 1994 y junio de 1994, el Ejército de Suecia decidió escoger el Leopard 2. El Ejército de Suecia también evaluó el tanque soviético T-80U por separado con respecto de los otros tanques. Suecia encontró que el Leopard 2 Improved se adaptaba a las demandas del Ejército en un 90%. El M1A2 solo se adaptaba a los requisitos suecos en 86% y el Leclerc francés un 63%. Suecia contrató el 20 de junio de 1994 la producción de 120 Stridsvagn 122 (la suvariante sueca del Leopard2A5) con muchos componentes de fabricación nacional. El primer Stridsvagn 122 fue entregado el 19 de diciembre de 1996. Suecia también arrendó y luego compró un total de 160 tanques Leopard 2A4 en 1994 y 1995; el primer vehículo fue entregado en febrero de 1994.
Dinamarca compró 51 Leopard 2A4 que habían sido alemanes después de que la Academia Militar de Haerens Kampskole danesa recomendase su adopción de este nuevo tanque con base en pruebas del Ejército de Suecia. Los tanques fueron entregados en 1997, pero ya estaba decidido actualizarlos como Leopard 2A5. En 2004 el Ejército Danés compró otros 18 tanques Leopard 2 que habían sido alemanes.
En 1998, el Ejército de Grecia realizó una prueba para determinar su carro de combate principal. El Leopard 2 Improved logró superar a los tanques Challenger 2 E, Leclerc, M1A2 Abrams, T-80U y T-84 y posteriormente fue elegido por los funcionarios griegos. En marzo de 2003, Grecia encargó 170 tanques Leopard 2, de los cuales 140 fueron ensamblados en ese país. Grecia también compró 183 tanques Leopard 2A4 y 150 tanques Leopard 1.
España alquiló 109 tanques Leopard 2A4, después de que Krauss-Maffei se retirase del desarrollo del tanque Lince, que era una versión especial más ligera del Leopard 2 desarrollado con Santa Bárbara Sistemas. Antes del final del Lince, España ya había rechazado los tanques M1A1 Abrams y Vickers Valiant. Después de decidir la compra de los tanques alquilados, Santa Bárbara Sistemas adquirió la licencia para la producción nacional de 219 tanques Leopard 2A6 para el Ejército Español.
El Ejército de Polonia recibió 128 tanques de Leopard 2A4 de los almacenados por el Ejército Alemán en 2002. En 2013 Polonia encargó 119 tanques Leopard 2 que habían sido alemanes. Finlandia compró 124 tanques Leopard 2A4 usados y seis vehículos blindados lanzapuentes Leopard 2L a Alemania en 2002 y 2003. Los tanques sirvieron como sustitutos de los antiguos T-55 y T-72M1 soviéticos. Los Países Bajos revendieron 114 de estos tanques (y una torre) a Austria, 80 a Canadá en 2007, 52 a Noruega, 37 a Portugal y finalmente 100 a Finlandia.
En 2005, Turquía encargó 298 tanques Leopard 2 de los almacenes del Ejército Alemán.
Singapur compró 96 tanques Leopard 2 a Alemania en 2006. Chile compró 172 tanques Leopard 2A4 que habían sido alemanes y 273 Marder 1A3 IFV en 2007.
Indonesia encargó 103 tanques Leopard 2 y 42 Marder 1A3 IFV en 2013. Al principio las exportaciones de armas pesadas a Indonesia no estaban permitidas por el Gobierno de Alemania, debido al historial de violaciones de derechos humanos de Indonesia. 31 de los 103 tanques Leopard 2 fueron actualizados por Rheinmetall a Leopard 2RI, basándose en el sistema de actualización de módulos Rheinmetall's Revolution.
Catar encargó 62 tanques Leopard 2A7 y 27 Panzerhaubitze 2000 en 2013 El reparto de los tanques comenzó a finales de 2015 y los primeros tanques fueron mostrados en un desfile militar el 18 de diciembre de 2015.
Arabia Saudí mostró interés en comprar el Leopard 2 desde los años 80. No obstante, debido a las circunstancias políticas y a la cuestionable situación de los derechos humanos en Arabia Saudí, no se hizo ningún trato. Arabia Saudí renovó su intención de comprar los tanques Leopard 2 en 2011. Mientras que los primeros informes de noticias sugirieron interés en comprar unos 200 tanques, los informes posteriores indicaban de 600 a 800 tanques. El Gobierno de Alemania aprobó el trato, pero lo canceló posteriormente debido a la situación de los derechos humanos y a la intervención militar de Arabia Saudí en Bahrain.
El Leopard 2 fue probado también por el Reino Unido. En 1989 el Leopard 2 fue probado para evaluar la posibilidad de reemplazar al tanque Challenger 1. Finalmente, el Ejército del Reino Unido decidió adoptar el tanque de fabricación nacional Challenger 2. El Ejército de Australia evaluó tanques suizos Leopard 2 para reemplazar sus tanques Leopard 1AS en 2003, pero escogieron el M1A1 Abrams Integrated Management (AIM) para facilitar su logística. Las versiones más modernas del Leopard 2, como el Leopard 2A6, o del M1 Abrams no se consideraron debido a su mayor precio.

## Características

### Armamento

#### Principal
El armamento principal que se usó para el Leopard 2 fue el cañón de ánima lisa Rheinmetall de 120 mm L44-el mismo cañón usado en el tanque M1 Abrams. A partir del Leopard 2A6 se empleó el cañón L/55. La munición para el cañón son 27 cargas almacenadas en la parte delantera de la barcaza, a la izquierda del puesto del conductor, con 15 cargas adicionales almacenadas en el lado izquierdo del soporte de la torre, que está separado del compartimento de combate por una puerta manejada con un sistema electrónico. Si el lugar de almacenamiento de la munición es alcanzado por un proyectil, un panel de expulsión en el techo de la torre dirigiría la explosión hacia arriba alejándola del compartimiento de la tripulación. El arma está totalmente calibrada y puede disparar varios tipos de cargas, como la carga antitanque alemana DM43 APFSDS-T, que puede atravesar un blindaje de acero de 560 mm a 2000 metros, y el proyectil antitanque alemán multipropósito DM12. Para el cañón L/55 se creó la carga DM-53 APFSDS-T, que aprovecha la mayor longitud del cañón, y que puede atravesar blindajes homogéneos laminados de 750 mm a distancias de 2000 metros. El extractor de humo y la manga térmica del A4 y el A5, diseñados para regular la temperatura del cañón, están fabricados de vidrio reforzado con plástico. El cañón tiene una capa de cromo para aumentar su durabilidad. El cañón principal es capaz de inclinarse de +20° a −9°.
Rheinmetall ha desarrollado una mejora para los tanques Leopard para darles la posibilidad de usar el misil guiado antitanque israelí LAHAT con el cañón; el misil puede alcanzar objetivos a 6000 metros. El equipo LAHAT Leopard 2 ha sido usado para actualizar modelos A3 y A4, al adaptárseles sistemas de puntería láser israelíes y la posibilidad de usar el misil LAHAT con munición antiblindaje perforante o con munición tipo canister, pudiendo abatir blancos aéreos tripulados y otros blindados a menor costo que con una munición de núcleo de tungsteno.

#### Secundario
El Leopard 2 está equipado con dos ametralladoras, una en una montura coaxial y la otra en una montura antiaérea. Los modelos alemanes usan la ametralladora MG 3 de 7.62 mm; los modelos de Países Bajos y Singapur usan ametralladoras FN MAG de 7.62 mm; los modelos de Suiza usan las ametralladoras suizas MG 87 de 7.5 mm.

#### Control de fuego
El control de fuego estándar que se encuentra en el Leopard 2 es el sistema de control de fuego alemán EMES 15 con una mira principal estabilizada de doble aumento. La mira principal tiene un telémetro láser Nd-YAG y una cámara termográfica HgCdTe Zeiss, y ambos están conectados a un ordenador de control de fuego del tanque. El artillero cuenta también con un telescopio auxiliar de 8 aumentos FERO-Z18 con una montura coaxial. El comandante tiene un periscopio independiente, el Rheinmetall/Zeiss PERI-R 17 A1. El periscopio PERI-R 17 A1 es una mira panorámica con visión diurna y nocturna y con identificación de objetivos; provee de una vista de 360°. La imagen térmica del periscopio del comandante es mostrada en una pantalla dentro del tanque. Los primeros tanques producidos no estaban equipados con una mira térmica, porque no estaba lista, por lo que fue sustituida temporalmente por el sistema de TV para escasa iluminación PZB 200.
El sistema de control de fuego es capaz de proveer de tres rangos en cuatro segundos. Los datos del rango se transmiten al ordenador de control de fuego y se usan para calcular el disparo. Además, como el telémetro láser está integrado en la mira principal del artillero, el artillero puede leer la medición digital del rango directamente. El rango máximo del telémetro láser es de algo menos de 10 000 m, con una precisión en la medición de 20 metros en ese rango.
|                                 | L/44 | L/55 |
| ------------------------------- | ---- | ---- |
| Calibre (mm)                    | 120  | 120  |
| Longitud del cañón (mm)         | 5300 | 6600 |
| Centro de gravedad (mm)         | 681  | 988  |
| Masa del cañón (kg)             | 1190 | 1347 |
| Componentes montados (kg)       | 50   | 65   |
| Peso total de toda el arma (kg) | 3780 | 4160 |

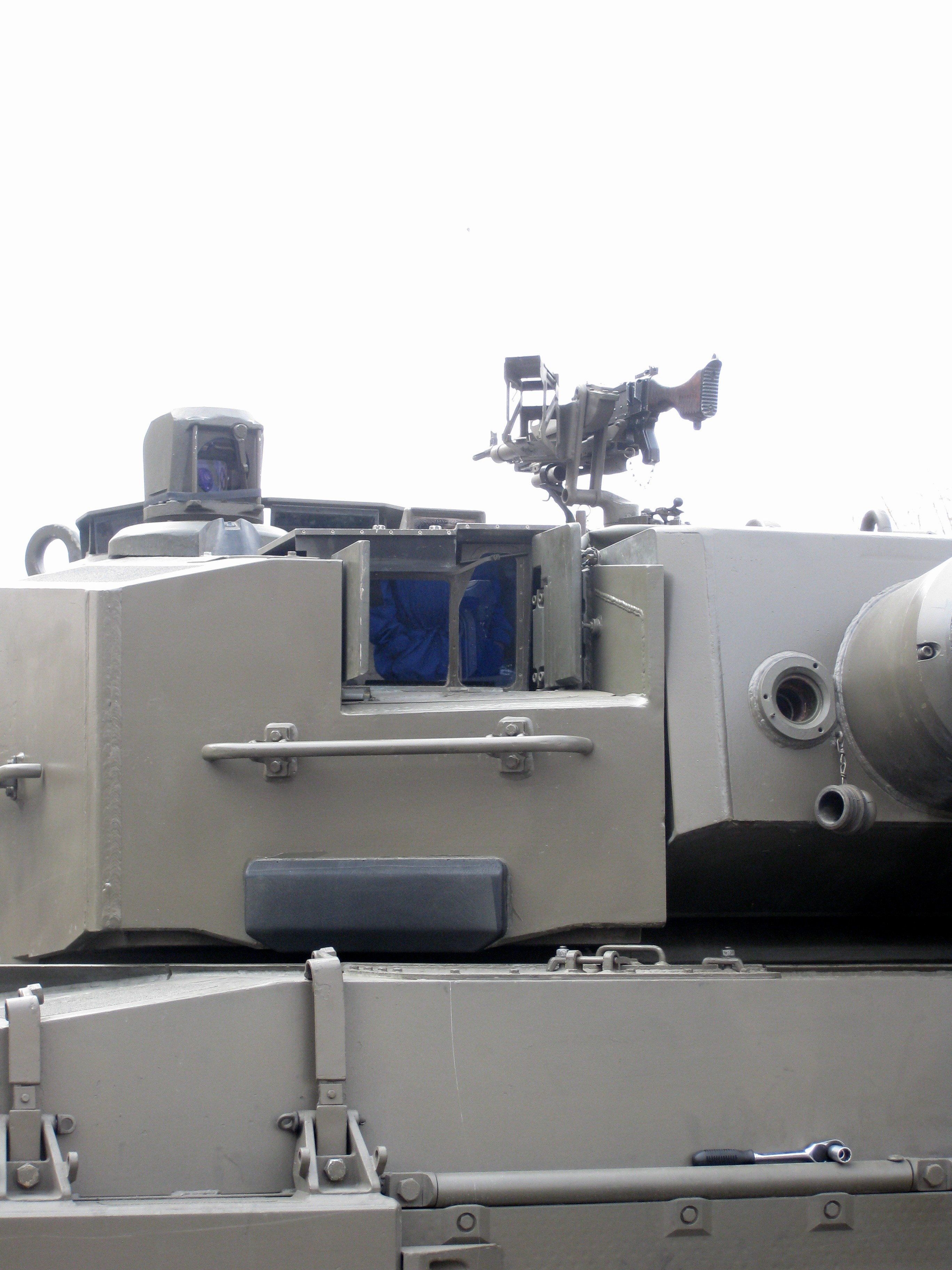
Miras de un Leopard 2A4 austríaco.
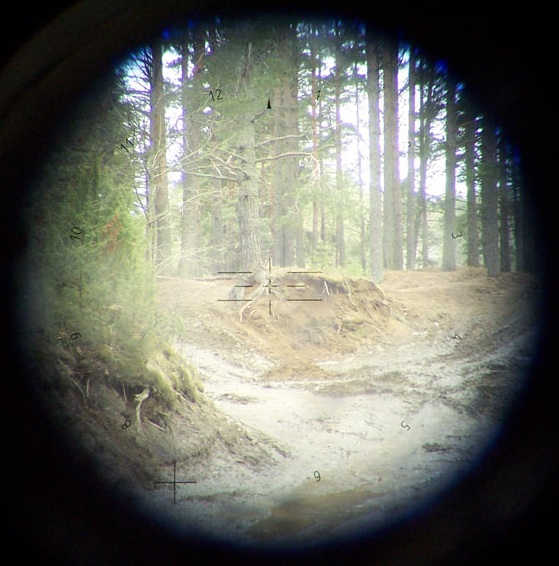
Vista a través de la mira panorámica PERI R17.
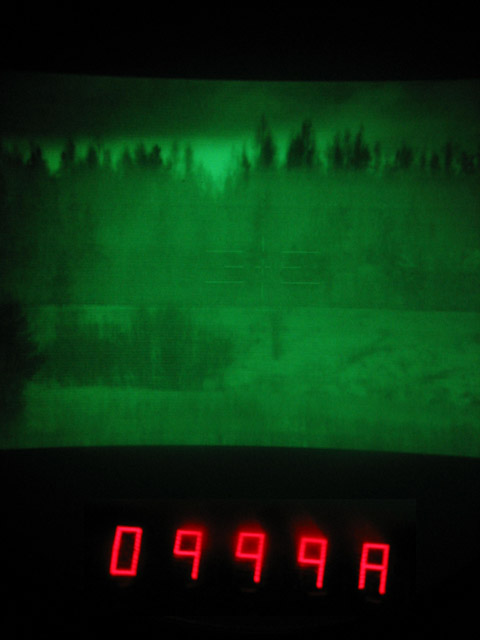
Imagen de la cámara térmica del Leopard 2 con un aumento de 12x.

### Protección
El Leopard 2 tiene un blindaje espaciado y compuesto. El blindaje consiste en una combinación de placas de acero de diferente dureza, materiales elásticos y otros materiales no metálicos. Se usan placas de acero con gran dureza y gran ductilidad. El blindaje es el resultado de una prolongada investigación sobre la formación y sobre los mecanismos de las cargas de penetración con forma aerodinámica. El blindaje del Leopard 2 podría estar basado en el blindaje Burlington británico, que fue probado por la República Federal de Alemania en 1970. Posteriormente, a mediados de los 70, todos los detalles del Burlington fueron tomados por el Gobierno de Alemania Occidental. El arco frontal del blindaje del Leopard 2 está diseñado para soportar proyectiles de penetración de energía cinética de gran calibre y de carga hueca. Durante los años 80, se estimaba que la parte frontal del Leopard 2 podría resistir cargas de APFSDS de 125 mm a una distancia de 1.500 m.
El blindaje del Leopard 2A4 tiene un grosor máximo de 800 mm, con base en mediciones no oficiales y estimaciones hechas por antiguos conscriptos y soldados profesionales del Ejército Alemán. En el Leopard 2A5 y en los modelos posteriores, el grosor se incrementa a 1500 mm en el módulo de blindaje en forma de cuña.
Los laterales y la parte posterior del tanque protegen contra ametralladoras pesadas, cargas de medio calibre y otros tipos de munición para tanques. Los lados de la barcaza están cubiertos por faldones blindados para incrementar la protección contra proyectiles RPG. El último tercio de la parte delantera de los laterales está cubierta por faldones balísticos pesados, mientras que el resto de los laterales está cubierto por faldones de goma reforzada con acero. Para aumentar la protección contra las minas, los laterales del suelo de la barcaza tienen una inclinación de 45° y el suelo está reforzado con corrugaciones.

#### Protección secundaria
El diseño del Leopard 2 sigue el concepto de compartimentación; las posibles fuentes de fuego o explosiones están apartadas de la tripulación. En la torre, la munición y la hidráulica están localizadas en compartimentos separados de la tripulación. En caso de detonación, los paneles de extracción del techo del compartimento redirigen la explosión y el fuego lejos de la tripulación. La tripulación también está protegida contra amenazas nucleares, biológicas y químicas, ya que el Leopard 2 está presurizado con un sistema de 
NBQ Dräger-Piller, que provee de 4 mbar dentro del vehículo.
Dispone de dos grupos de cuatro morteros Wegmann de 76 mm a ambos lados de la torre y pueden ser disparados electrónicamente en una misma ronda o en salvas de cuatro. Se encuentran en la mayoría de los modelos Leopard 2, con la excepción de los Leopard 2 alemanes, que están equipados con un sistema de morteros lanzafumígenos de diseño alemán con seis cañones a cada lado. El tanque sueco Stridsvagn 122 utiliza los morteros lanzafumígenos franceses Galix, de forma similar al sistema que tiene el tanque francés Leclerc.
El Leopard 2 está equipado con un sistema de protección de fuego. Detrás de la posición del conductor hay bombonas con 9 kg de halón. Las bombonas están conectadas a tuberías y mangueras y se activan automáticamente mediante el sistema de detección de incendios, cuando las temperaturas superan los 85 °C dentro del compartimento de combate o manualmente a través de un panel de control en el compartimento del conductor.

#### Mejoras del blindaje
Tras el comienzo del Leopard 2 en 1979, el blindaje ha sido mejorado gradualmente a lo largo de los años. A partir del vehículo 97 del sexto lote se usó una versión modificada del blindaje compuesto.
La mejora del blindaje del Leopard 2A5 se centró en aumentar la protección. Para actualizar un tanque Leopard 2 a la configuración del Leopard 2A5, el techo que cubre los módulos del blindaje se abre y se insertan nuevos módulos de blindaje. Los módulos de blindaje adicionales hechos de blindaje laminado se encuentran cubriendo el arco frontal de la torre. Tienen una forma distintiva de punta de flecha y una protección mejorada contra proyectiles de penetración de energía cinética y de carga hueca. Los faldones laterales también incorporan un blindaje mejorado. Además, una superficie de 25 mm de grosor reduce el peligro de lesiones de la tripulación en caso de que el proyectil atraviese el blindaje.

### Propulsión

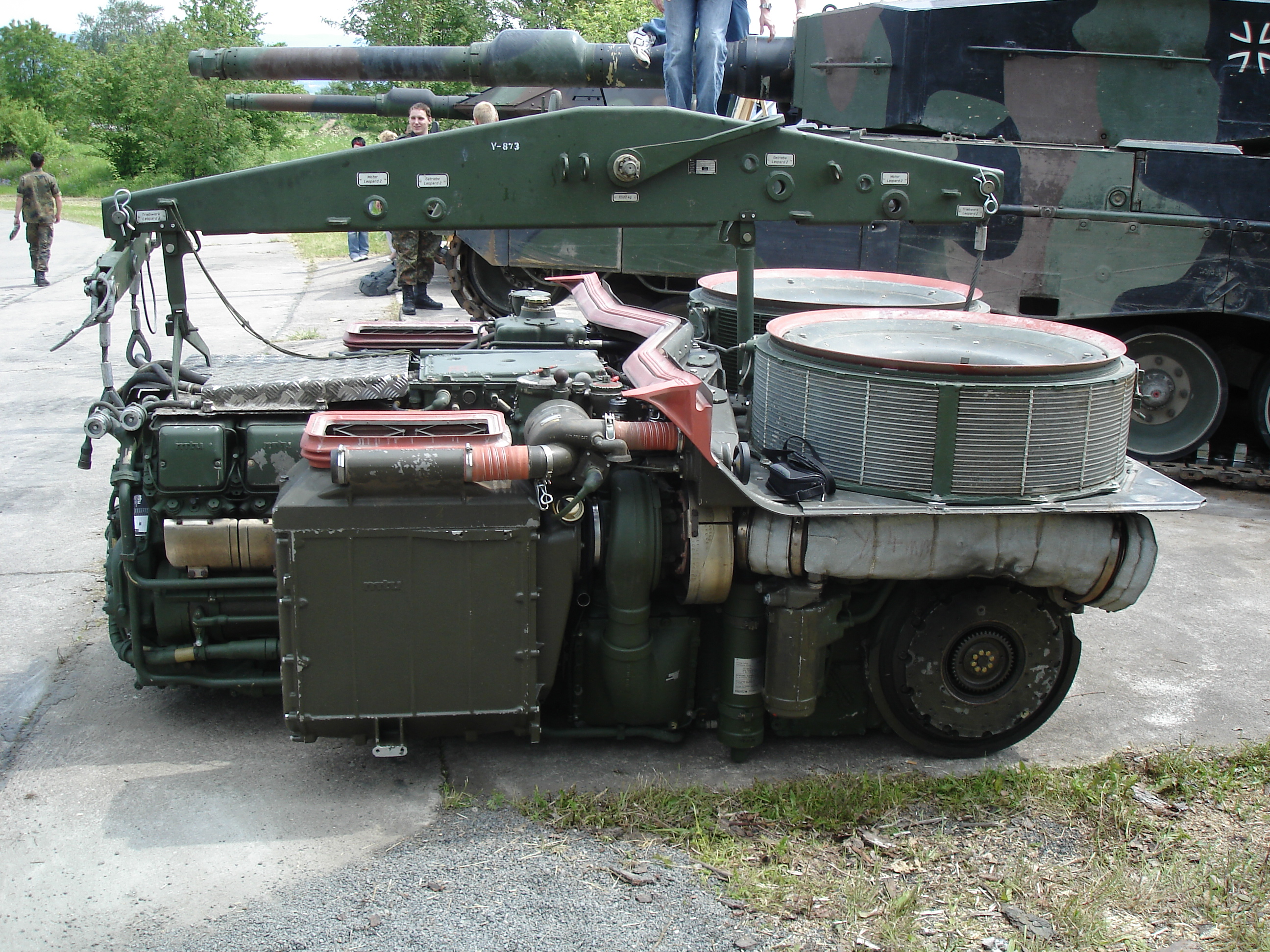
Motor del Leopard 2.

El Leopard 2 tiene un motor MTU MB 873 Ka-50, que provee de 1,500 PS (1,103 kW) a 2,600 rpm y de 4,699 N⋅m de torque entre las 1,600 y las 1,700 rpm. El MTU MB 873 Ka-501 es un motor de cuatro tiempos, 47,7 litros, 12 cilindros en V, sobrealimentado por los gases de escape, refrigerado por líquido, motor diésel con capacidad multi-combustible con un consumo de diésel de unos 300 cada 100 km en carretera y 500 litros cada 100 km campo a través, y está acoplado al sistema de cambio y freno Renk HSWL 354. La transmisión Renk HSWL 354 tiene cuatro marchas hacia delante y dos marcha atrás, con un convertidor de torque y es completamente automático, pudiendo escoger el conductor el rango. El Leopard 2 tiene cuatro depósitos de combustible, que tienen una capacidad de unos 1,160 litros, lo que le da una autonomía máxima de 500 km. El tanque puede ir a una velocidad máxima de 68 km/h (limitada a 50 km/h en tiempo de paz por ley) y puede ir marcha atrás a un máximo de 31 km/h. El sistema de propulsión puede cambiarse en el campo en 35 minutos. El motor y la transmisión están separadas del compartimento de la tripulación con una mampara a prueba de fuego. También se ha probado una versión mejorada del sistema de propulsión (EuroPowerPack) con un motor MTU MT883 de 1,650 PS en el Leopard 2.
El Leopard 2 tiene una suspensión con barra de torsión y avanzados amortiguadores de fricción. El tren de rodaje consiste en siete ruedas de carretera con neumáticos dobles y cuatro rodillos de retorno en cada lado, con la rueda dentada de la tracción en la parte delantera y la rueda dentada de transmisión en la parte trasera en cada lado.
Las cadenas del tanque son Diehl 570F, con 82 conectores cada una y zapatas de goma sustituibles. Para su uso en suelo helado, 18 zapatas de goma pueden ser sustituidas por el mismo número de crampones, que se encuentran almacenados en la parte exterior del carro cuando no se usan. La parte superior de las cadenas está cubierta con blindaje espaciado.

## Variantes

### Leopard 2
El Leopard 2 básico, a veces denominado A0, fue el primero producido en serie. Los vehículos fueron fabricados desde octubre de 1979 hasta marzo de 1982, produciéndose un total de 380. 209 fueron construidos por Krauss-Maffei y 171 por MaK. El equipamiento básico consiste en un estabilizador electrónico e hidráulico WNA-H22, un ordenador de control de fuego, un telémetro láser, un sensor de viento, un telescopio multipropósito EMES 15, un periscopio panorámico PERI R17, la mira en la torre FERO Z18, así como el equipo para pruebas controlado por ordenador RPP 1–8. 200 de estos vehículos tenían un sistema para poca iluminación (PZB 200) en lugar uno de imagen térmica.

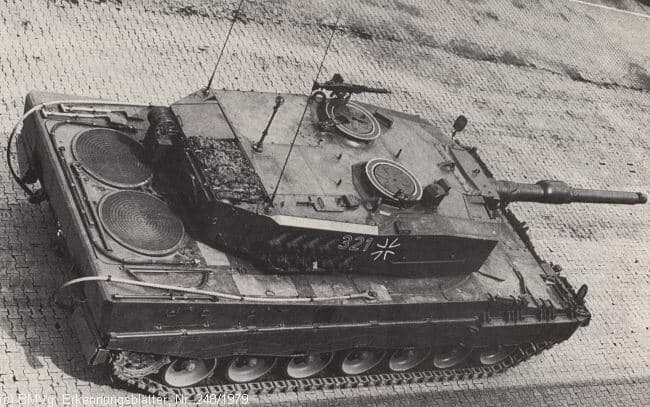
Leopard 2 fabricado en primera serie a partir de 1979

### Leopard 2A1
Para el segundo lote de tanques se realizaron modificaciones menores y se instaló una mira térmica para el artillero. Se fabricaron 450 vehículos Leopard 2, designado como A1; 248 fueron fabricados por Krauss-Maffei (chasis del n.º 10211 al 10458) y 202 por MaK (chasis del n.º 20173 al 20347). Las entregas de los modelos 2A1 comenzaron en marzo de 1983 y finalizaron en noviembre de 1983. Los dos cambios más notables fueron la modificación de los bastidores de munición para que fuesen idénticos a los del M1 Abrams y el nuevo diseño de los filtros de combustible que redujeron el tiempo de reabastecimiento.
Se fabricó un tercer lote de 300 tanques Leopard 2A1—165 por Krauss-Maffei (chasis del n.º 10459 al 10623) y 135 by MaK (chasis del n.º 20375 al 20509)— entre noviembre de 1983 y noviembre de 1984. Este lote incluía más cambios menores que fueron aplicados también a los anteriores 2A1.

### Leopard 2A2
Esta designación fue dada a los vehículos actualizados del primer lote de Leopard 2, llevados al modelo estándar del segundo y tercer lote. Esta modernización reemplazó gradualmente las miras originales PZB 200 del primer lote por las miras térmicas EMES 15 cuando estuvieron disponibles. Además, la actualización incluyó la instalación de tapas y capas de relleno en los tanques de combustible de la parte delantera de la barcaza para permitir el reabastecimiento de combustible de forma separada, así como la elevación en 50 mm del visor panorámico principal PERI R-17 y la adición de un deflector y un la adopción de una placa protectora más grande para guarecer el sistema de protección NBQ (nuclear, biológica y química). Finalmente, al tanque se le colocaron cinco metros de nuevos cables de enganche dispuestos de forma diferente. El programa se inició en 1984 y finalizó en 1987, produciéndose de forma paralela a la fabricación de los lotes tercero, cuarto y quinto, que tenían las mismas características. La modernización del primer lote podía distinguirse porque se retiró la placa circular que cubría el sensor de viento del sistema de control de fuego.

### Leopard 2A3
El cuarto lote de tanques estuvo compuesto por 300 Leopard 2, siendo producidos 165 por Krauss-Maffei (chasis del n.º 10624 al 10788) y 135 por MaK (chasis del 20510 al 20644). Fue entregado entre diciembre de 1984 y diciembre de 1985. El principal cambio fue la adición de los sistemas de radio digitales SEM80/90 (que se incluirían en los Leopard 1 en ese momento), y las portillas de recarga de munición que fueron cerradas. Incluso con esos cambios menores, el nuevo lote se denominó Leopard 2A3.

### Leopard 2A4

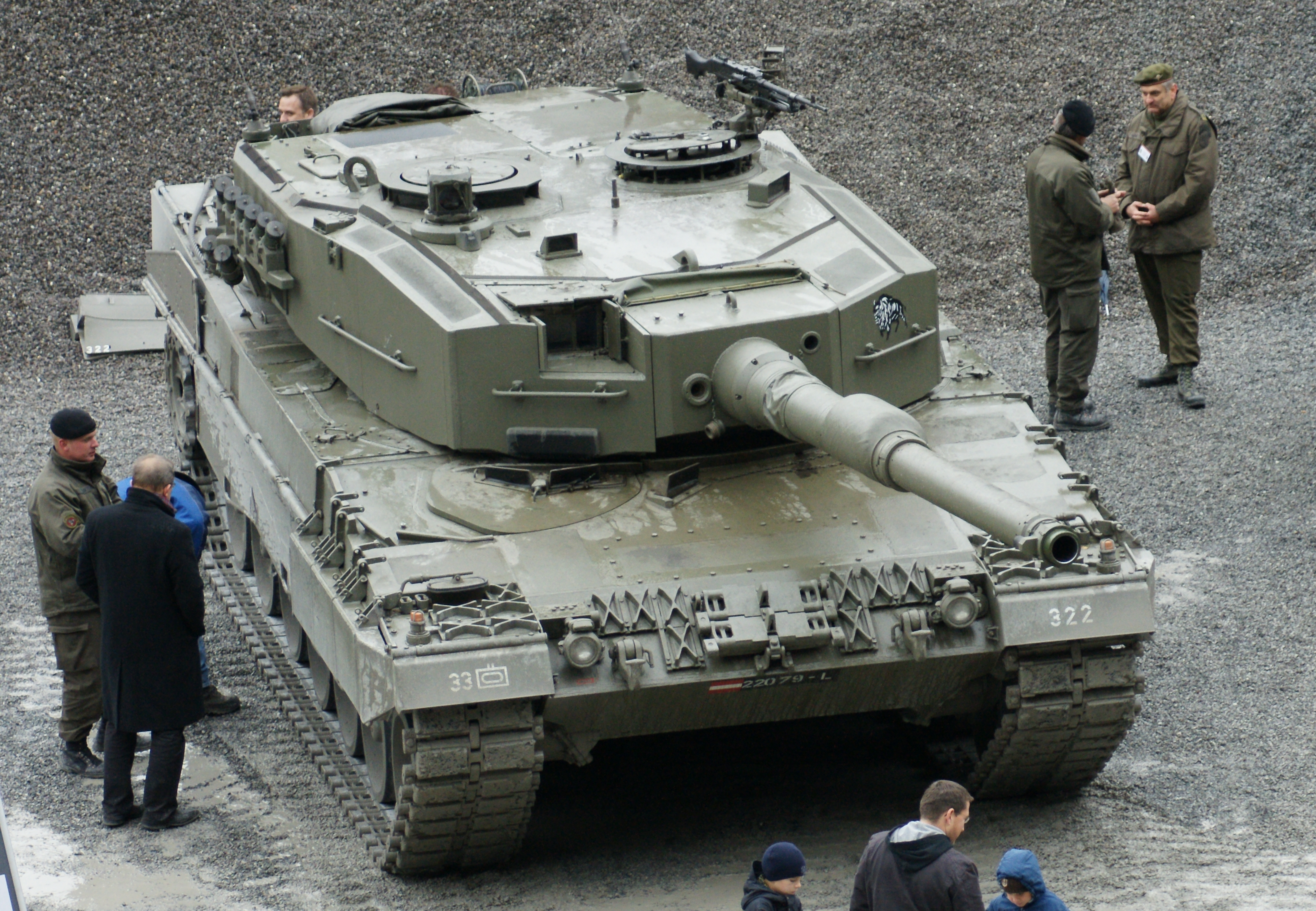
Vista aérea de un Leopard 2A4 del Ejército de Austria.

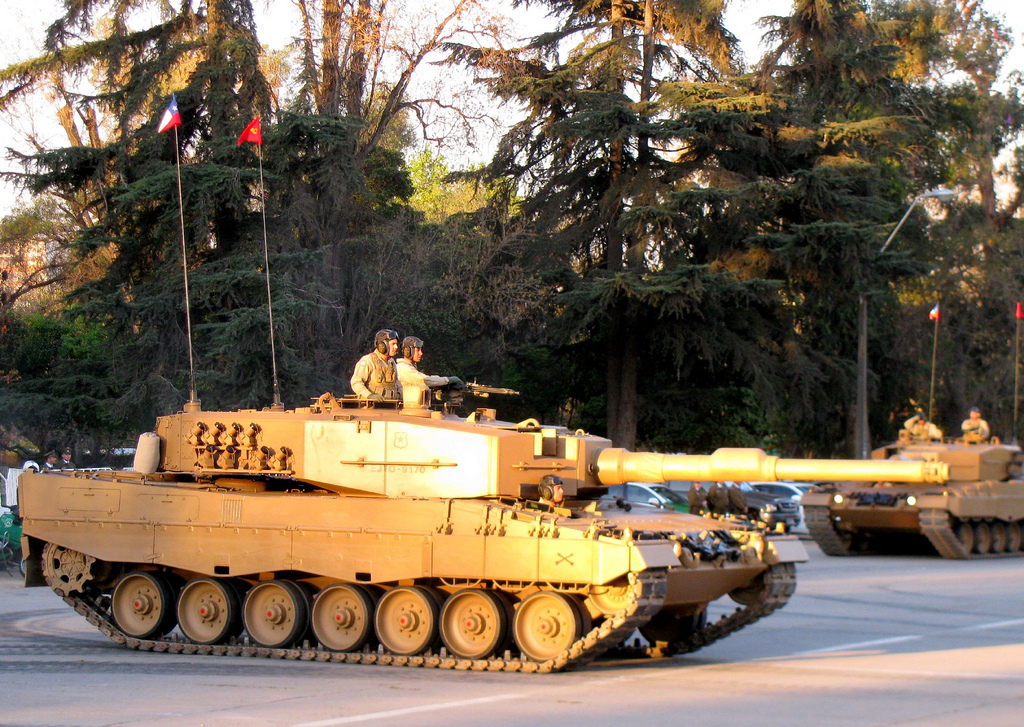
Vista lateral de un Leopard 2A4CHL del Ejército de Chile.

La versión más extendida de los Leopard 2, el modelo Leopard 2A4, incluía cambios sustanciales, incluyendo un sistema de supresión de fuego y explosiones, un control de fuego totalmente digital capaz de manejar los nuevos tipos de munición y una nueva torre con blindaje de titanio/tungsteno.
Después del año 2000, Alemania y los Países Bajos tenían una gran cantidad de tanques almacenados que ya no necesitaban tras acabar la Guerra Fría. Estos tanques fueron vendidos a países de la OTAN o a otros países amigos. Entre los países compradores estuvieron Grecia (183), Finlandia (139), Polonia (128), Austria (114), España (108), Noruega (52), Dinamarca (51), Portugal (37), Canadá (107), Chile (234), Singapur (96) y Turquía (345).
España inicialmente alquiló 108 Leopard 2A4 en 1995 a Alemania. El alquiler se prorrogó en 2001 hasta 2005. Posteriormente, los compró por 15 millones de euros.

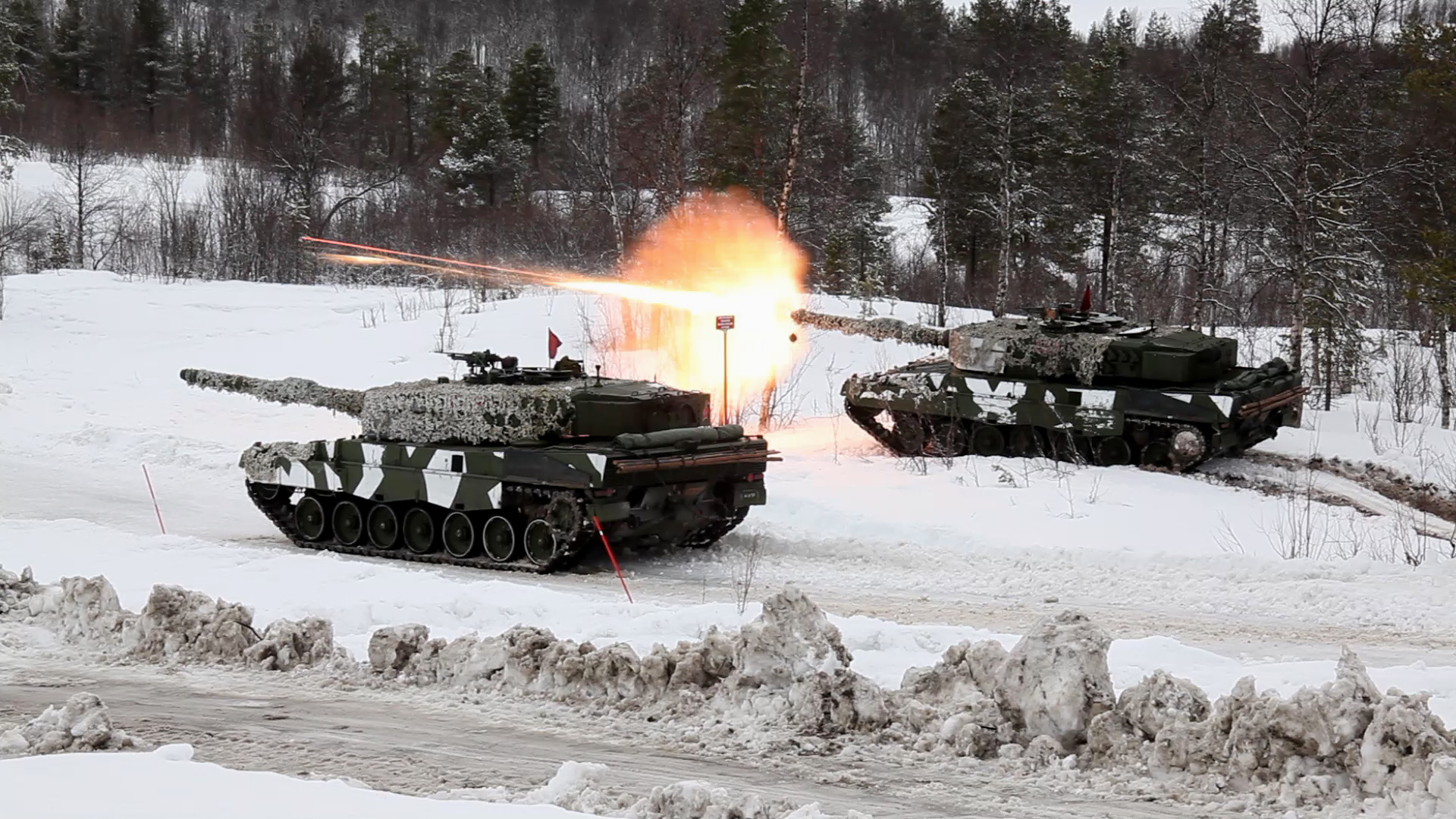
Un Leopard 2A4 del Ejército de Noruega disparando en unas maniobras.

En 1994 Suecia alquiló 160 tanques Leopard 2A4 a Alemania, que fueron llamados Stridsvagn 121 en el Ejército Sueco.
El Leopard 2A4 es fabricado con licencia en Suiza como Panzer 87 Leopard, o Pz 87. Suiza ha planificado la modificación de estos vehículos como Pz 87WE (WertErhaltung).

#### Leopard 2A4CHL
En 2007 Chile compró a Alemania 234 tanques Leopard 2A4. Estos fueron modificados y llamados Leopard 2A4CHL. Entre las modificaciones destacan el sistema de comunicaciones de la compañía Tadiran de Elbit Systems y la instalación de un equipo especial en los turbocompresores de los motores MTU MB 873 Ka 501 4 de 12 cilindros que permiten que estos operen sin problemas de recalentamiento a 3.400 metros de altura.

#### Leopard 2A4M CAN

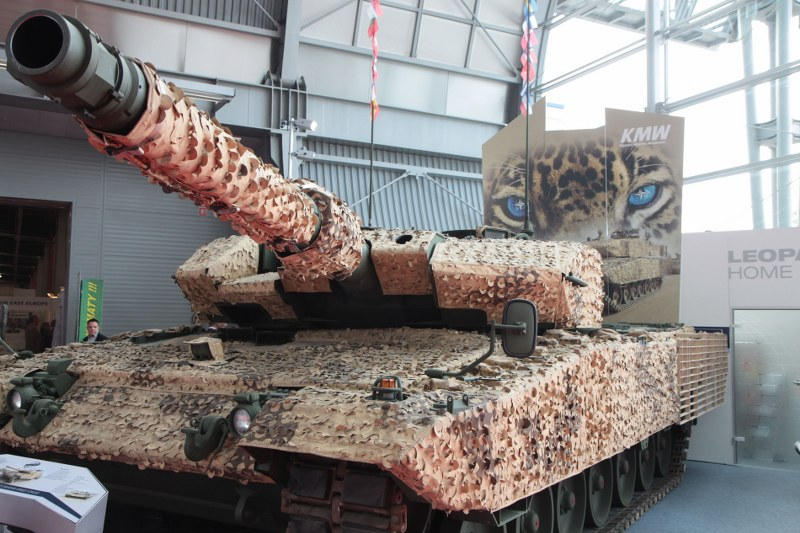
Leopard 2A4M CAN con el sistema móvil de camuflaje ajustable (MCS) Saab Barracuda.

En 2007 el ejército canadiense ordenó alrededor de 80 tanques Leopard 2A4, en 2009 se solicitó a Krauss-Maffei-Wegmann la mejora de 20 Leopard 2A4, recibiendo la denominación Leopard 2A4M CAN.
Las principales mejoras fueron orientadas en el aspecto de la protección, ya que se añadieron nuevas placas de blindaje diseñadas para ofrecer protección contra minas y artefactos explosivos improvisados, se añadió blindaje de jaula para ofrecer protección contra granadas propulsadas por cohete.
Los controles de la torreta hidráulicos fueron reemplazados por controles eléctricos.
Conserva el cañón Rheinmetall L44.

#### Leopard 2 Evolution
El Leopard 2 Evolution es un antiguo paquete de actualización de armadura desarrollado por la compañía alemana IBD Deisenroth Engineering. El Leopard 2 Evolution presentaba un nuevo sistema de armadura modular que contenía la armadura AMAP de próxima generación de la compañía para conflictos de baja intensidad haciéndolo más resistente a las amenazas transportadas por la infantería, incluidos algunos misiles guiados antitanque de alcance medio.
El paquete Evolution se adaptó específicamente para los operadores actuales o futuros (en ese momento) de tanques excedentes Leopard 2A4 y finalmente fue elegido por Singapur para su excedente importado Leopard 2A4 y fue integrado por ST Kinetics.
Evolution y Revolution estaban destinados específicamente a actualizar el Leopard 2A4. Un kit de actualización similar destinado a otras variantes de Leopard 2, llamado Evolution II, se dio a conocer en 2012.

#### Leopard 2 Revolution

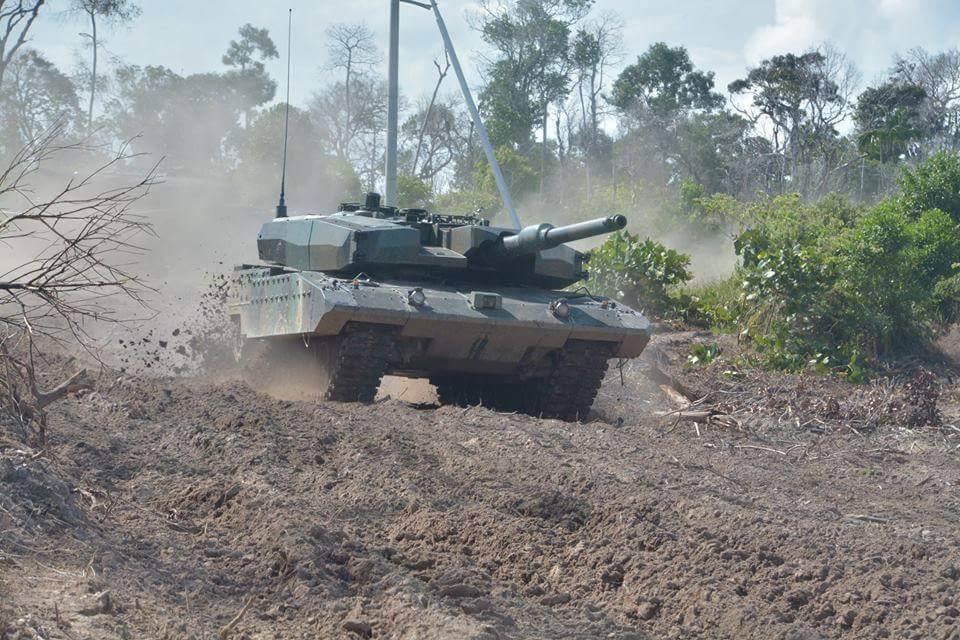
Leopard 2RI con AMAP

Paquete de actualización de los Leopard 2A4 ofrecido por Rheinmetall, fue revelado en el año 2010.
Diseñado especialmente para los conflictos de alta intensidad, se mejoró la protección del tanque con la incorporación del paquete modular de blindaje AMAP, que ofrece protección contra un amplio espectro de amenazas, al ser de diseño modular, los módulos se pueden reemplazar en condiciones de campo, también monta el descargador de granadas de humo ROSY.
El armamento principal consta del cañón Rheinmetall L44 que ha sido mejorado para disparar la munición más moderna, el armamento secundario lo compone una ametralladora coaxial de 7.62 mm y una ametralladora de 12.7 mm montada en una estación a control remoto. 
La electrónica también fue mejorada, con un periscopio de 360° para el comandante, dándole la capacidad de cazador/asesino y un nuevo sistema de gestión de batalla.
El peso del tanque se elevó a las 60 toneladas. 

#### Leopard 2SG

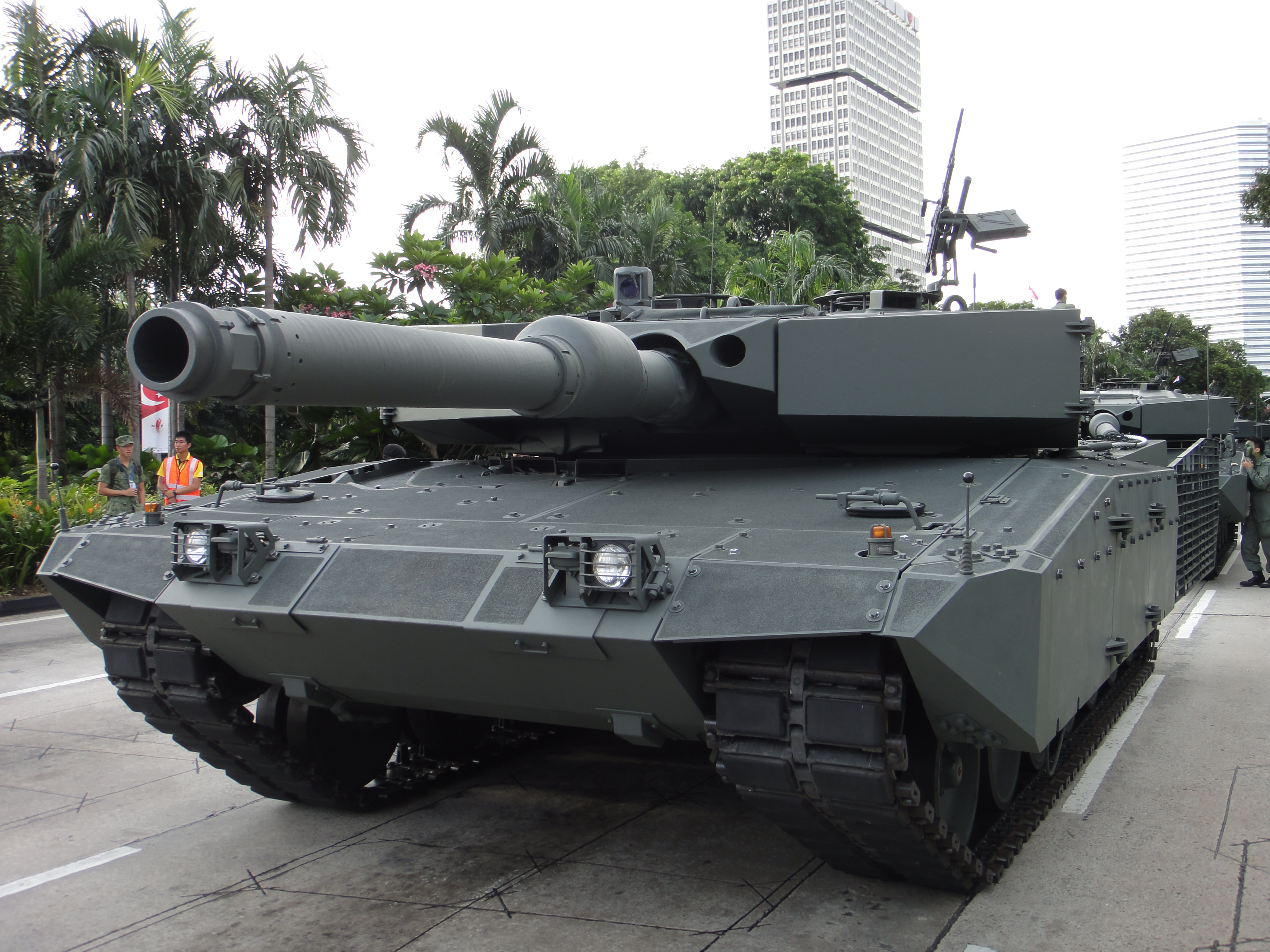
Leopard 2SG

Variante diseñada para Singapur, externamente es similar al Revolution: utiliza el kit de blindaje AMAP, retiene el cañón L44, sin embargo difiere en ciertos elementos de electrónica.
Los Leopard 2SG están equipados para la guerra urbana, el nivel de protección mejorado de cada Leopard 2SG es para garantizar su supervivencia contra múltiples amenazas explosivas, especialmente proyectiles de alta velocidad a corta distancia, como las omnipresentes granadas de cohetes de un RPG-7. Tiene capacidad para funcionar día y noche (gracias a la cámara térmica oscilante del comandante en el techo de la torreta), poseen un sistema llamado Commander Open Architecture Panoramic Sight (COAPS), así como el sistema de gestión del campo de batalla (BMS), el sistema de refrigeración del compartimento de la tripulación, la unidad de potencia auxiliar [APU], la cámara inversa, la electrónica interna del vehículo y las modificaciones del FCS.

#### Leopard 2PL

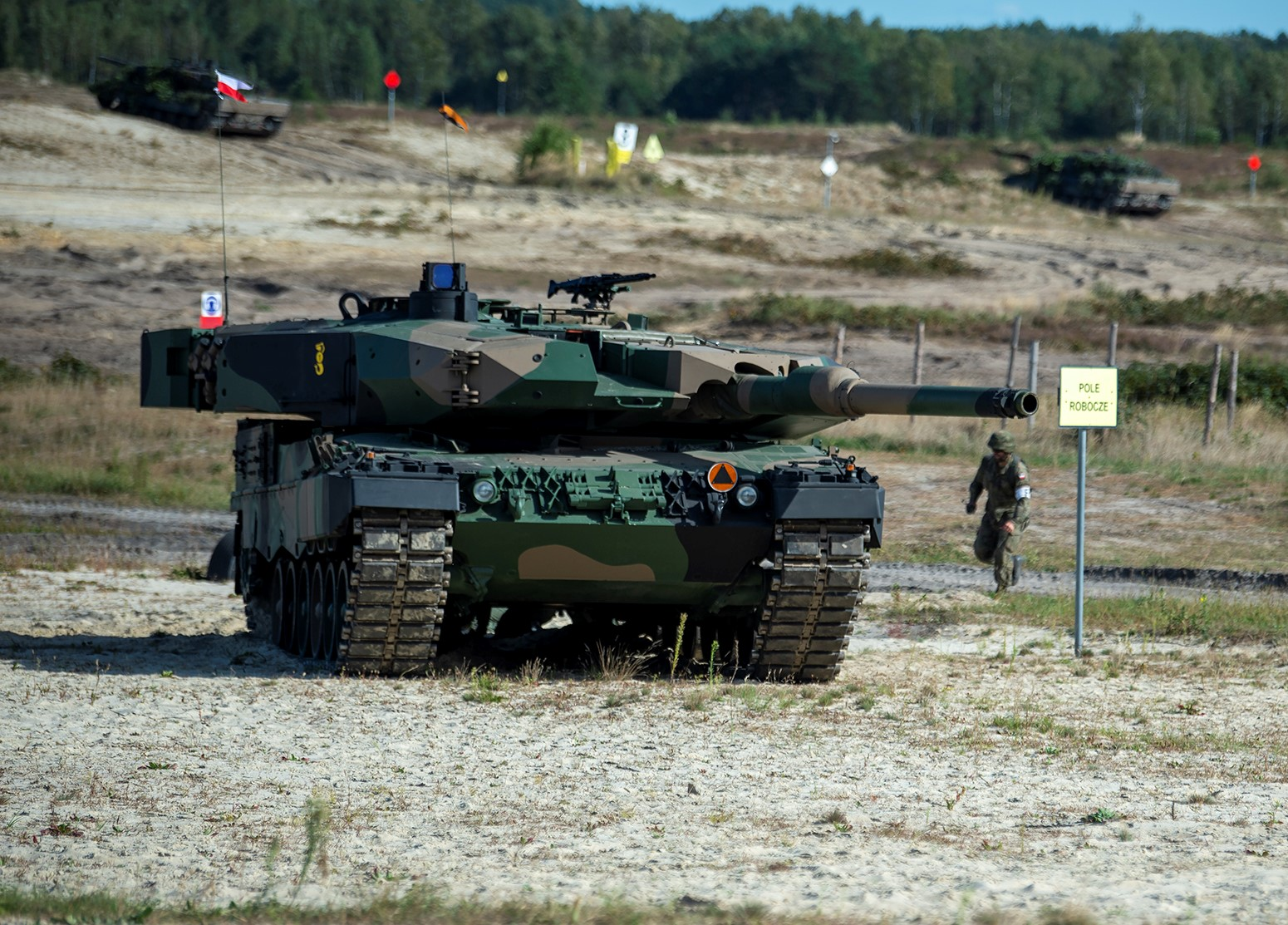
Leopard 2PL

Modernización del Leopard 2A4 diseñada para Polonia similar al Leopard 2 Revolution, llevado a cabo en cooperación con Rheinmetall y PGZ, varios componentes del tanque son de fabricación polaca. El proceso de modernización se ha hecho en la fábrica de Bumar-Łabędy.
La modernización de los Leopard 2A4 polacos incluye sistemas de visión nocturna de tercera generación (fabricados en Polonia), nuevos módulos de blindaje adicionales en la torre y en el chasis (el sistema Advanced Modular Armor Protection, AMAP, que le da un aspecto muy singular al vehículo), la implementación de un revestimiento antisalpicaduras, la eliminación de componentes inflamables en el sistema de propulsión de torre y en el motor, la instalación de un nuevo sistema de protección contra incendios, la modernización de los equipos integrados de diagnósticos y la posibilidad de usar nuevos tipos de municiones.

#### Leopard 2 MLU
Paquete de actualización lanzado por la compañía suiza RUAG, similar al paquete Revolution de Rheinmetall o al paquete Next Generation de Aselsan.
La compañía suiza RUAG introdujo un nuevo paquete de actualización para los tanques de batalla principales Pz 87, para cumplir con los requisitos del ejército suizo. El tanque ha mejorado la protección en general. Está equipado con un nuevo paquete de armadura modular compuesta. Los módulos de blindaje se pueden adaptar para proporcionar una protección mejorada contra una amenaza específica. Los módulos dañados se pueden reemplazar fácilmente en condiciones de campo. Los tanques mejorados son menos vulnerables a impactos directos, misiles antitanque, rondas RPG, minas y IED. El vehículo recibió nuevos sensores, como un sensor de detección de francotiradores, un receptor de advertencia láser y cámaras termográficas.

#### Leopard 2 Next Generation
Paquete de actualización del Leopard 2A4 lanzado por la compañía turca Aselsan, similar al paquete Revolution de Rheinmetall, también se le conoce como Leopard 2T.
La configuración mejorada del Leopard 2NG incluye una estación remotamente controlada, sonda meteorológica Irdam MAWS 6056B, dispositivo de posicionamiento, un sofisticado sistema de control constituido por un sensor electro-óptico panorámico, otro para el apuntador y las respectivas unidades de control y operación, de distribución de energía y selección de municiones, sistema integrado de alerta, dispositivo inercial de navegación, sistema de mando de control, dispositivo de supresión y extinción de incendios en el interior, modificaciones estructurales, bancos suspendidos, lanzagranadas de humo, sistema de observación para el conductor compuesto por cámaras de observación colocadas al frente y detrás del vehículo, sistema de control de fuego computarizado Volcán, sistema de trabajo mejorado y dispositivos de control eléctrico del cañón de 120 mm. y de la torre.
La protección está asegurada por diferentes módulos adicionales balísticos de blindaje modular compuesto colocados en el casco y en la torre, además de blindaje inferior contra minas terrestres.
Es el paquete de mejora que más eleva el peso del tanque, llegando a las 65 toneladas.

#### Leopard 2A4TR
Paquete de modernización turco del Leopard 2A4.
Turquía planea modernizar sus MBT Leopard 2A4 como Leopard 2A4TR con el paquete de modernización T1. Según la Presidencia de la Industria de Defensa, los tanques Leopard 2A4 se modernizarán con: Armadura reactiva explosiva (ERA), armadura reactiva-pasiva T1, armadura de jaula de alta resistencia balística, armadura complementaria modular hueca, sistema de vigilancia de corto alcance (YAMGÖZ), sistema receptor de advertencia láser (LIAS), sistema de armas controladas a distancia SARP (UKSS), sistema de protección activa PULAT APS (AKS), una nueva unidad de distribución de energía, ASELSAN Driver Surveillance System (ADİS) e integraciones del sistema de alerta de voz. El programa de modernización se completará en 2 lotes. El programa comenzará con 84 tanques Leopard 2A4 en el primer lote y los tanques restantes se modernizarán en el segundo lote. Se planea actualizar la cantidad total de 334 tanques (incluidos los prototipos) con el programa de modernización T1.

#### Leopard 2A4 Altay
En IDEF 2021, la compañía turca BMC presentó su versión de un Leopard 2A4 actualizado. El motor es un V12 de 1.500 CV, controlado electrónicamente, a transmisión automática mantiene 4 marchas adelante y 2 atrás. Opcionalmente, la suspensión mejorada incluye la capacidad de ajuste automático de la tensión de las orugas. La tripulación se queda con cuatro miembros.
La potencia de fuego consiste en una torreta del Altay en un chasis modificado del Leopard 2A4, la torreta que es un cañón principal calibre 55 de ánima lisa MKE de 120 mm que dispara toda la gama de municiones compatibles con el estándar OTAN STANAG 4385, el arma puede disparar municiones guiadas por láser. La ametralladora coaxial es de calibre 7,62 mm. El tanque tiene un sistema de armas controlado a distancia con seguimiento automático de objetivos que puede equiparse con una ametralladora de 12,7 mm y un lanzagranadas automático de 40 mm. El RWS está montada en la parte superior de la torreta y se puede operar desde la estación del comandante o del cargador.
En cuanto a la capacidad de supervivencia, el blindaje y el sistema de protección balística están diseñados en Turquía. Las soluciones de armadura de barra compuestas y reactivas combinan alta protección y bajo peso. El nivel de protección original contra las minas se ha mejorado y abarca una alta resistencia a los EID, incluido el revestimiento antiesquirlas. La eficiencia del APS se mejora gracias a un sistema de detección y advertencia por láser. También se mejoran la detección y la protección QBRN.
El tanque mejorado está equipado con un sistema C4i, además de una radio de red definida por software de banda ancha.

#### Leopard 2 ADT (Advanced Technology Demonstrator)
El Leopard 2 Advanced Technology Demonstrator es la última versión del paquete de actualización del Leopard 2 Revolution de Rheinmetall. El Leopard 2 Revolution ofreció la modernización de los sistemas existentes y mejoras en la protección blindada para los países que operan tanques excedentes Leopard 2A4.
El Leopard 2 ADT (Advanced Technology Demonstrator, Demostrador de Tecnología Avanzada) ha mantenido estas actualizaciones, pero además ofrece lo último en protección activa de muerte dura y el reemplazo de su cañón principal L44 de ánima lisa de 120 mm con la más capaz L55 de 120 mm de ánima lisa. Esto también permite que el tanque dispare la última ronda penetradora de energía cinética de Rheinmetall y la munición programable de alto explosivo, las municiones DM63 APFSDS Round y PELE Round. Está equipado con un nuevo sistema modular de protección activa Hard-Kill, montado a lo largo de los lados de las torretas, cada módulo consta de sensores para detectar amenazas entrantes y contramedidas para derrotar la amenaza. También integra el sistema de protección ROSY y Unidad de detección de conciencia situacional así como blindaje de rejas en la parte trasera.

#### Leopard 2 Marksman

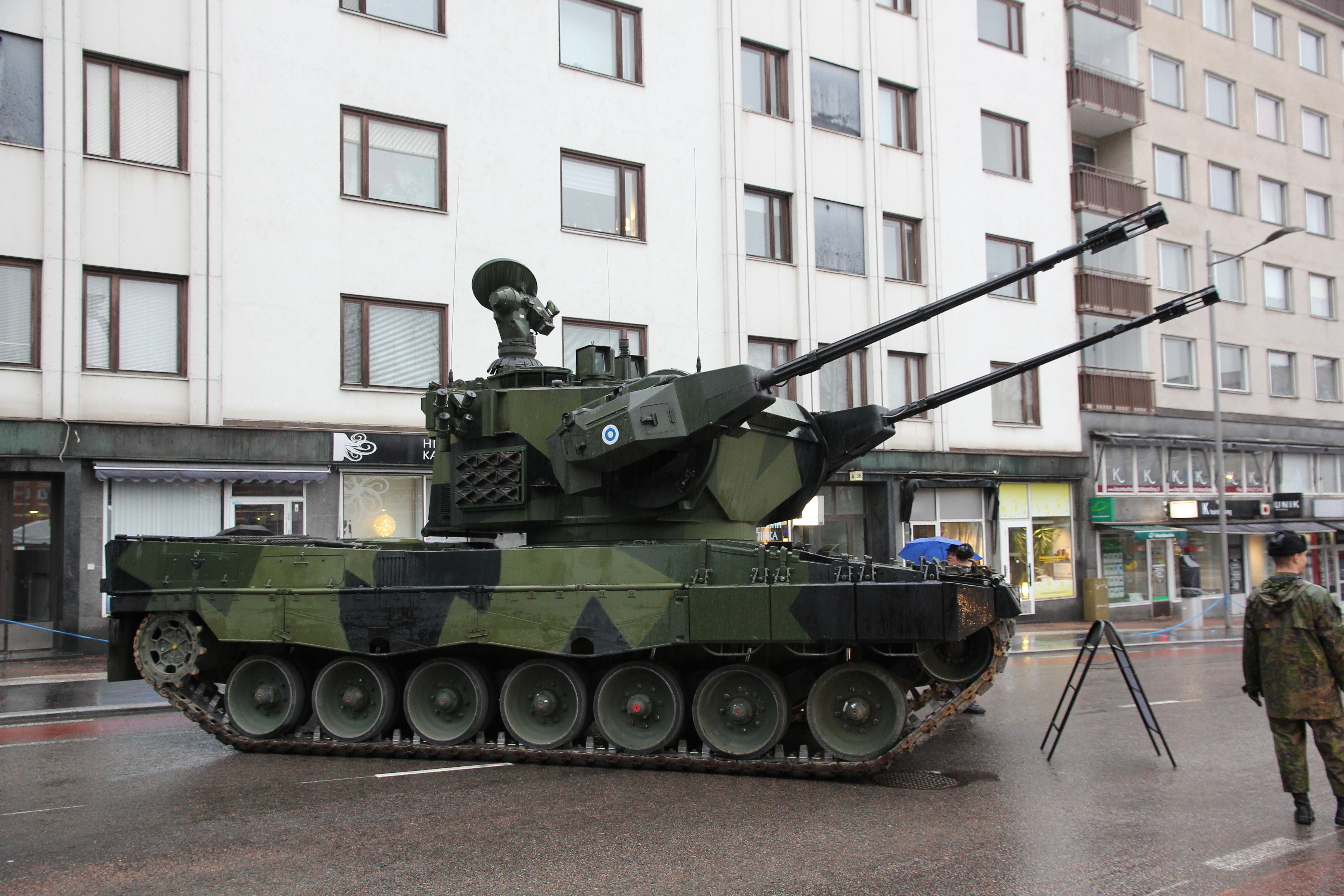
Leopard 2 Marksman expuesto en Jyväskylä el día de la Independencia de Finlandia de 2015.

Finlandia ha modernizado sus vehículos Marksman SPAAG reemplazando el chasis original T-55AM por el chasis del Leopard 2A4. Los vehículos Marksman actualizados entraron en servicio en el Ejército de Finlandia en 2016. El chasis del Leopard 2 mejora en gran medida la movilidad en comparación el chasis T-55AM, tanto en carretera como en el campo. El chasis del Leopard 2 también es más grande, lo que proporciona una plataforma de fuego más estable para la torre del vehículo Marksman.

### Leopard 2 Imp
"Leopard 2 Improved" fue una serie prototipo para mejorar el A4, introduciendo una armadura adicional espaciada en forma de cuña en el frente de la torreta y el área frontal de los lados. Estos módulos de blindaje espaciados derrotan una carga hueca antes de alcanzar la armadura base, y hacen que los penetradores de energía cinética cambien de dirección, erosionándolos en el proceso. No forma una trampa de tiro, ya que no desvía los penetradores hacia afuera para golpear el casco o el anillo de la torreta. El mantelete del cañón fue rediseñado para aceptar la nueva armadura.

### Leopard 2A5

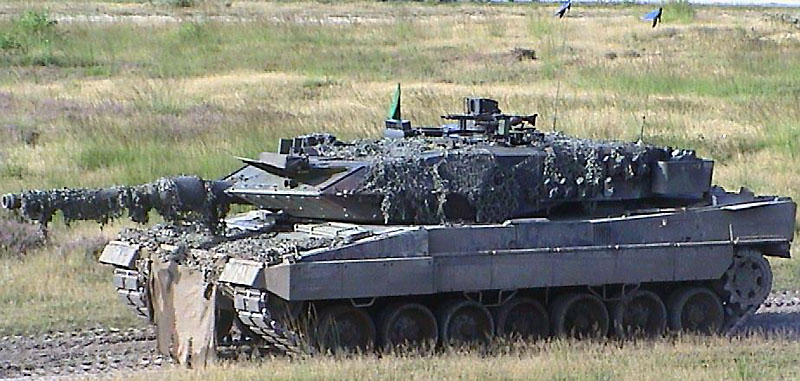
Leopard 2A5 de Alemania con camuflaje.

En los años 80 se desarrolló el programa KWS (Kamp/WertSteigerung, en español, Potenciación de la Capacidad de Combate) para la mejora del Leopard 2. El KWS tuvo tres fases: KWS I, KWS II y KWS III. En base al tanque Leopard 2A4 fue creado el Leopard 2 KVT en 1989, que a su vez sirvió de base para el TVM (Truppenversuchsmuster) y, posteriormente, fue creado el TVM max. En 1992 tuvo lugar la Conferencia de Manheim donde Alemania, Países Bajos y Suiza se comprometieron a mejorar el tanque Leopard 2. Posteriormente, fue creado el TVM 2 con los requisitos de la Conferencia de Manheim. Este tanque pasó a ser el Leopard 2A5.
Las mejoras del Leopard 2A5 son las siguientes:
- Se ha mejorado el blindaje frontal de la torre con unos característicos módulos de blindaje en forma de punta de flecha o cuña que incrementan de forma muy considerable la protección. En una prueba en el que un Leopard 2A5 disparaba a otro, solo uno de cada ocho impactos en la torre alcanzaba el blindaje principal. Además, en el interior de la torre se ha instalado un revestimiento antiexplosiones (spall liner), y los módulos de los faldones laterales han sido modificados con la incorporación de blindaje compuesto.
- Se ha instalado un nuevo sistema eléctrico de accionamiento de torre y cañón que sustituye al sistema hidráulico anterior, resultando más fácil y seguro de mantener.
- El conductor dispone de una nueva escotilla deslizante.
- Se ha instalado una cámara de televisión en la parte trasera del carro o popa, para ofrecer mayor facilidad en la conducción marcha atrás, proporcionando un ángulo de visión de 65° en los planos horizontal y vertical.
- El visor del jefe de carro está dotado de una cámara térmica independiente, cuya imagen es transmitida a un monitor. Esto permite que pueda adquirir objetivos en cualquier circunstancia sin tener que depender de la cámara térmica del tirador.
- Se ha incorporado un sistema híbrido de navegación (giróscopos y GPS), que representa un elemento clave en todos los sistemas de mando y control que puedan ser asumidos en el futuro.
- Nuevo telémetro láser que permite determinar las distancias para dos ecos distintos.

### Leopard 2-140
Rheinmetall desarrolló un cañón de ánima lisa de 140 mm para su uso en futuros tanques. El arma pretendía tener en cuenta los desarrollos soviéticos en materia de carros blindados, ya que se creía que la siguiente generación de carros de combate principales soviéticos contaría con cañones de 135 mm o 152 mm. El nuevo cañón de 140 mm era parte del Programa KWS III para la modernización del Leopard 2. Tras las pruebas del cañón de 140 mm, los resultados demostraron que tenía unos altos niveles del penetración y podía alcanzar una velocidad de 2000 metros por segundo, con potencial para aumentar con mejoras futuras. No obstante, las cargas de 140 mm eran demasiado pesadas como para que la tripulación las manejase de forma eficaz.
El KWS III desarrolló una nueva torre. Esta nueva torre estaba equipada con el cañón de 140 mm y un cargador automático. El cargador automático reducía la tripulación del tanque a tres miembros, ya que no se necesitaba al cargador. Las 32 cargas fueron almacenadas separadas de la tripulación en un gran compartimento que ocupaba toda la parte posterior de la torre, para aumentar la supervivencia de la tripulación en el caso de producirse una detonación involuntaria. La torre funcionaba con un mecanismo electrónico e hidráulico y también contaba con el sistema de gestión del campo de batalla IFIS. La tripulación estaba protegida por una cápsula blindada y se mejoró la protección balística de la barcaza; el nivel de protección planificado por el KWS III debía ser igual o mejor que el del Leopard 2A5. Se planeó la fabricación de 650 de estos tanques, aunque no se realizó.
A pesar de esto, el desarrolló del cañón de 140 mm fue continuado por Rheinmetall en colaboración con las compañías Royal Ordnance británica y con la GIAT francesa. El cañón de 140 mm fue usado para un prototipo de Leopard 2 que contaba con una torre T19. Se añadieron contrapesos en la parte posterior de la torre para equilibrar el mayor peso del cañón de 140 mm. Sin embargo, el Leopard 2 modificado no estaba equipado con ninguna otra actualización del KWS III aparte de la nueva arma. Las pruebas de fuego dieron resultados diversos, ya que el cañón de 140 mm demostró una capacidad de penetración mayor que el existente de 120 mm, pero también demostró tener unas características para su manejo deficientes. La falta del autocargador en el prototipo dificultó aún más su rendimiento.

### Stridsvagn 122

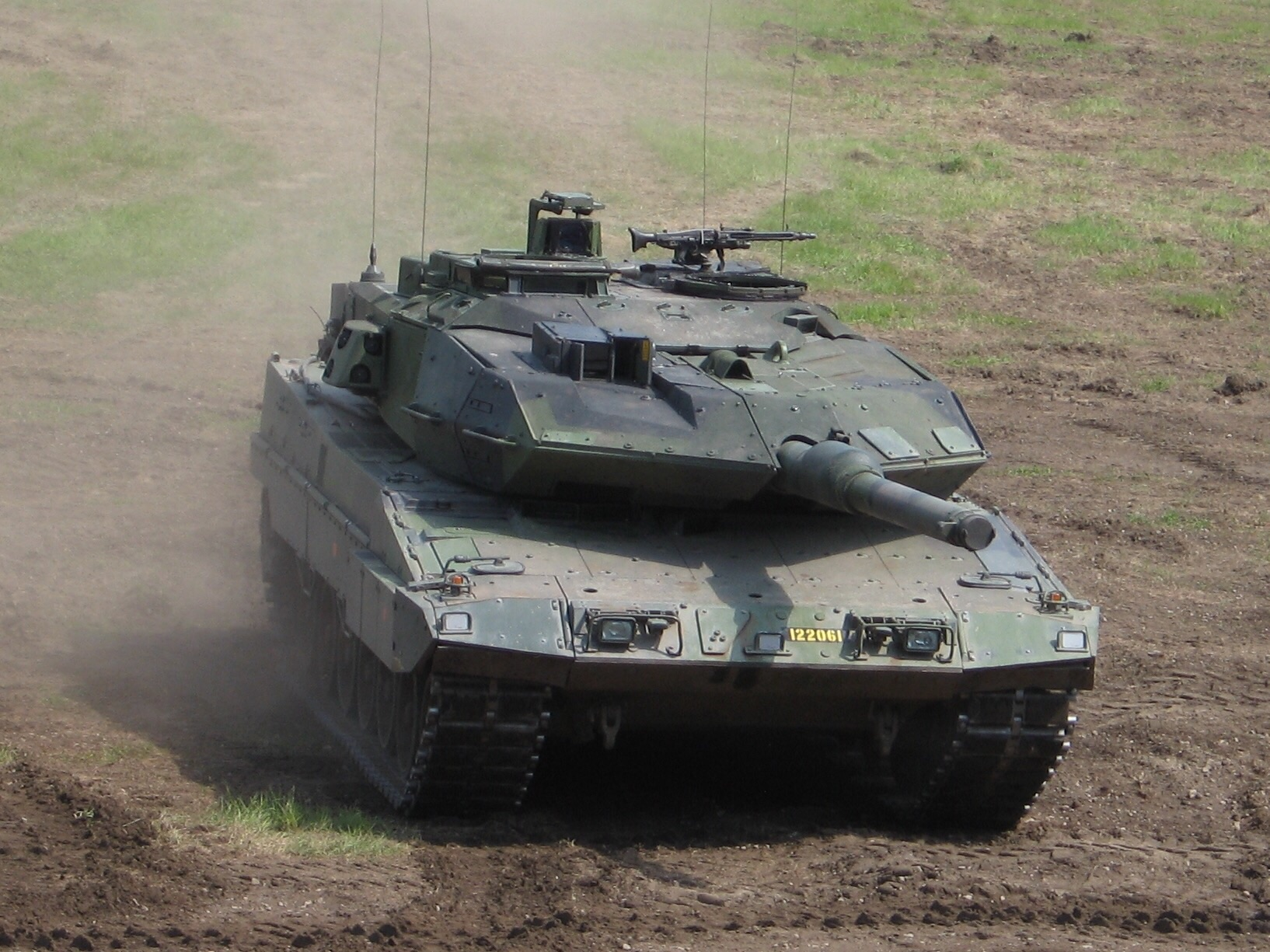
Un Stridsvagn 122 sueco.

El Stridsvagn 122 es un carro de combate de diseño exclusivo para el Ejército Sueco. Suecia no subscribió los requisitos de la Conferencia de Manheim de 1992 para la realización del Leopard 2A5 y actualizó sus tanques con las características del TVM max, junto con mejoras en el blindaje de la barcaza y la torre, lo que dio lugar al Stridsvagn 122. Se emplean los elementos motrices y otros del Leopard 2, pero la electrónica a bordo es similar a la usada por el Leclerc francés, el sistemas de defensa es de origen ruso y sus cargas de munición para sus armas son reducidas frente al Leopard 2 originario.

### Leopard 2A6

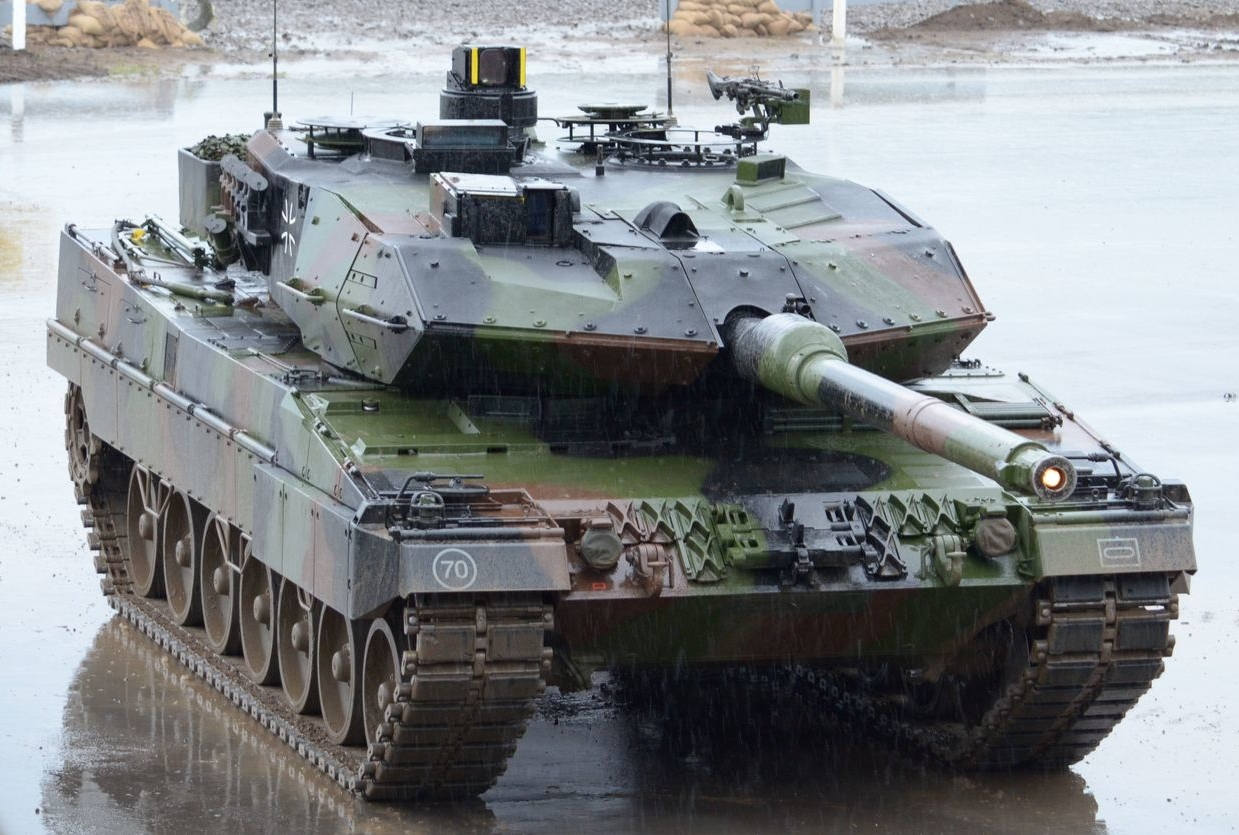
Leopard 2A6M del Ejército Alemán.

El Leopard 2A6 tiene el cañón de ánima lisa Rheinmetall 120 mm L/55 y otros cambios. Todos los batallones de tanques de las fuerzas de intervención en crisis de Alemania tienen el tanque Leopard 2A6. Canadá compró 20 Leopard 2A6 al Gobierno de los Países Bajos. Fueron entregados en 2007. Portugal también compró 37 Leopard 2A6 a los Países Bajos en 2007, que fueron entregados en 2008. En enero de 2014, Finlandia compró 100 L2A6 a los Países Bajos. También adquirió municiones, simuladores y diez años de suministro de piezas. Los tanques fueron repartidos en lotes entre 2015 y 2019.

#### Leopard 2A6EX

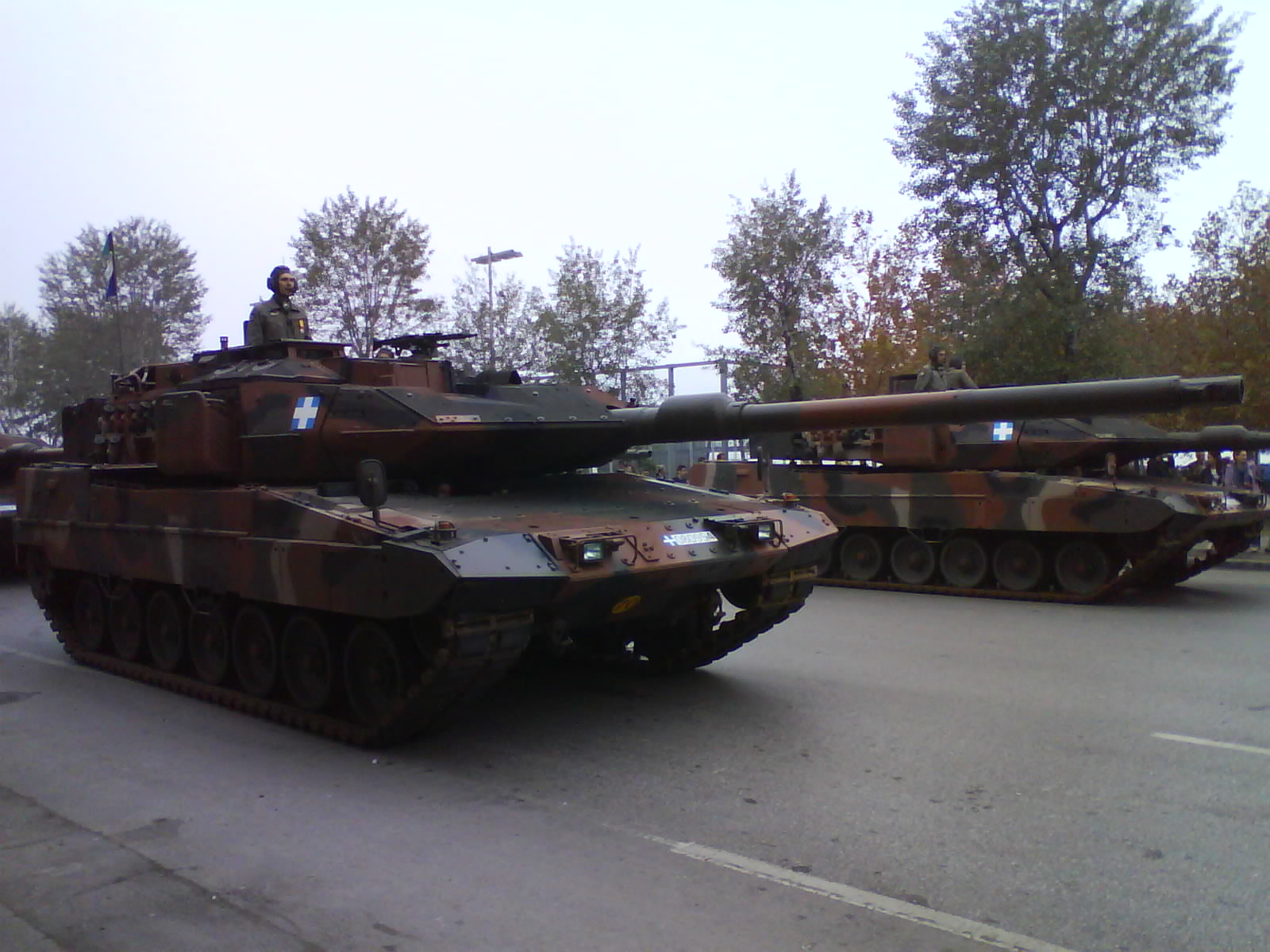
Leopard 2A6 HEL

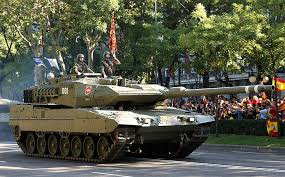
Leopard 2E

Variante del Leopard 2A6 diseñada para la exportación.
Este modelo cuenta con un blindaje mejorado en el casco y en el techo de la torreta.
El Leopard 2A6 HEL usado por Grecia y el Leopard 2E usado por España son diseños derivados del L2A6EX.

#### Leopard 2A6 HEL
El Leopard 2 HEL (Hel de Helénico) es un derivado del 2A6 que fue encargado por el Ejército de Grecia en 2003. Los 170 tanques fueron entregados entre 2006 y 2009. 140 de estos tanques fueron construidos en Grecia por ELBO, que entregó las últimas unidades en 2006.

#### Leopardo 2E

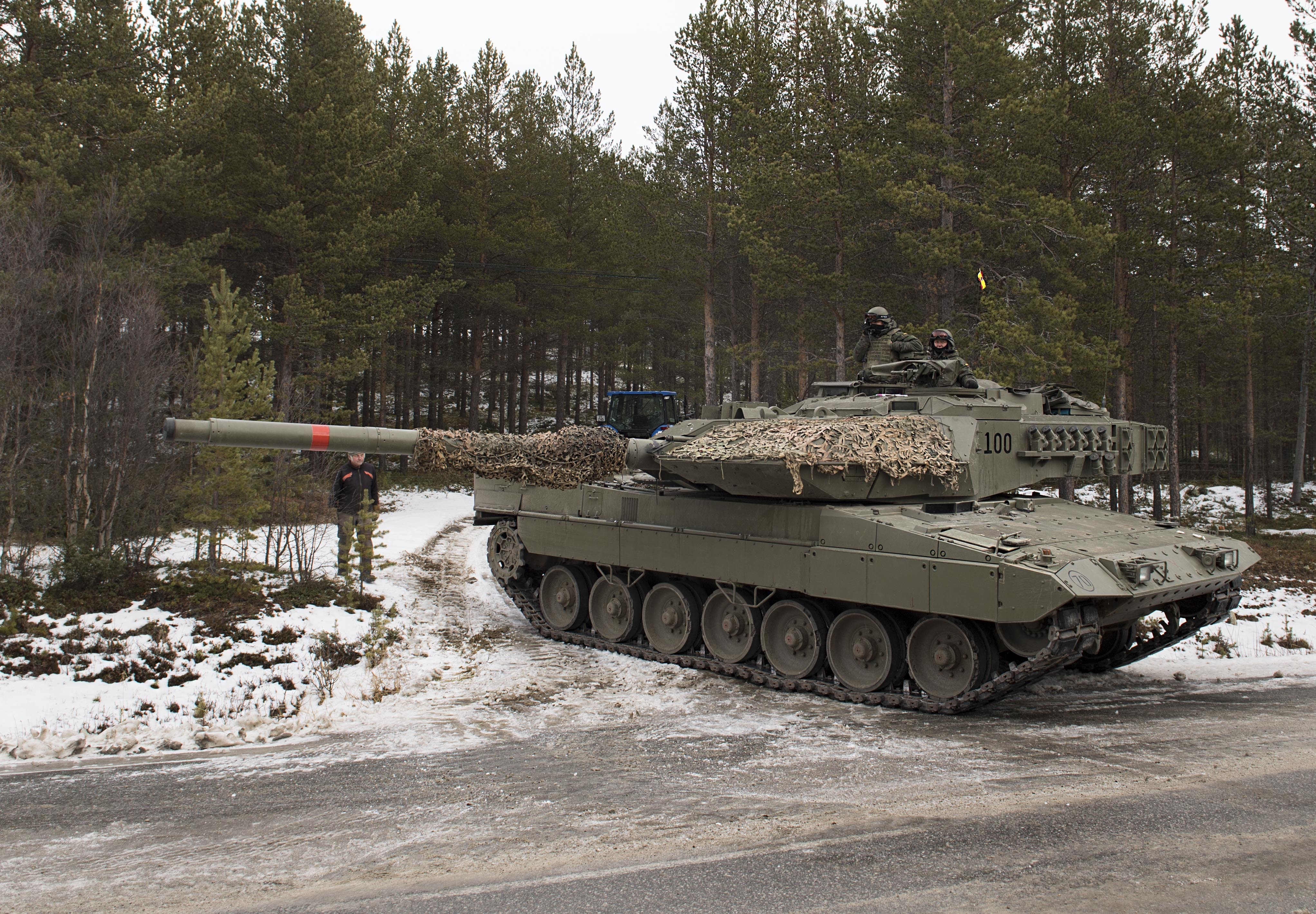
Un Leopardo 2E español durante las maniobras del ejercicio Trident Juncture 18 en Noruega, año 2018.

El Leopardo 2E es una versión del Leopard 2A6 con mayor protección, desarrollado conjuntamente por industrias de España y Alemania. Fue desarrollado dentro de la colaboración entre los ministerios de Defensa de ambos países, en la cual se incluyó en 1995 el alquiler de 108 Leopard 2A4 del Ejército Alemán al Ejército Español, que fueron comprados en 2006.
En 1998, el gobierno español llegó a un acuerdo para la fabricación de 219 carros de combate Leopardo 2E, 16 vehículos de recuperación Leopardo 2ER Búfalo y 4 vehículos de entrenamiento. El contratista principal fue Santa Bárbara Sistemas y el presupuesto fue de 1.939,4 millones de euros, incluyendo también ayuda logística integrada, cursos de aprendizaje para instructores e ingenieros y simuladores de conducción, mantenimiento, torre y de puntería. Los Leopardo 2E fueron entregados entre 2004 y 2008.

#### Leopard 2A6M
El Leopard 2A6M es una versión del 2A6 con una protección de minas mejorada bajo el chasis y mejoras internas para mejorar la supervivencia de la tripulación. En el verano de 2007, Canadá prestó 20 A6M a Alemania para su uso en Afganistán. 

#### Leopard 2A6M+
Versión idéntica al L2A6M, la única modificación es una placa de blindaje en la parte baja del tanque, para lograr una mayor protección contra minas antitanque y artefactos explosivos improvisados.

#### Leopard 2A6M CAN
El Leopard 2A6M CAN es la versión canadiense del Leopard 2A6M. Entre las modificaciones significativas están unas cajas negras distintivas colocadas en la parte posterior del soporte de la torreta, y un blindaje de rejas. Los primeros tanques configurados de este modo fueron 20 prestados por el Bundeswehr alemán para aumentar la potencia de fuego y la protección ortorgada a las tropas canadienses que operan en el sur de Afganistán. Los tanques prestados conservaron sus ametralladoras MG3 alemanas. Los antiguos tanques neerlandeses conservaron sus ametralladoras FN MAG debido a que tenían características comunes a las C6 GPMG canadienses, que son una variante de las MAG FN. Debido a que los 20 primeros tanques eran prestados, no se pudo instalar la unidad de aire acondicionado ya que solo se podían hacer cambios mínimos (la tripulación usó chalecos de refrigeración y la unidad eléctrica de la torre generaba menos calor que la unidad hidráulica del Leopard C2 anterior). Los tanques alemanes prestados fueron conservados por las Fuerzas Armadas Canadienses y pudieron ser actualizados posteriormente, mientras que los antiguos tanques neerlandeses Leopard 2A6 fueron modificados con las especificaciones del Leopard 2A6M y sustituyeron a los tanques prestados. Los Leopard 2 canadienses en Afganistán fueron posteriormente dotados de unidades de aire acondicionado (una comodidad muy necesaria en el caluroso desierto de Afganistán) y de esteras de camuflaje Barracuda de Saab, que también sirven para reducir el calor solar en un 50%.

#### Leopard 2A6MA2
El 2A6MA2 es una modificación del 2A6. La actualización del tanque fue una asociación entre Países Bajos y Alemania. 
El tanque tiene un sistema de comunicación e información neerlandés, incorpora una cámara SPECTUS para el conductor en el glasis superior.
El tanque fue desarrollado especialmente para el batallón de tanques alemán-holandés 414

#### Leopard 2 PSO

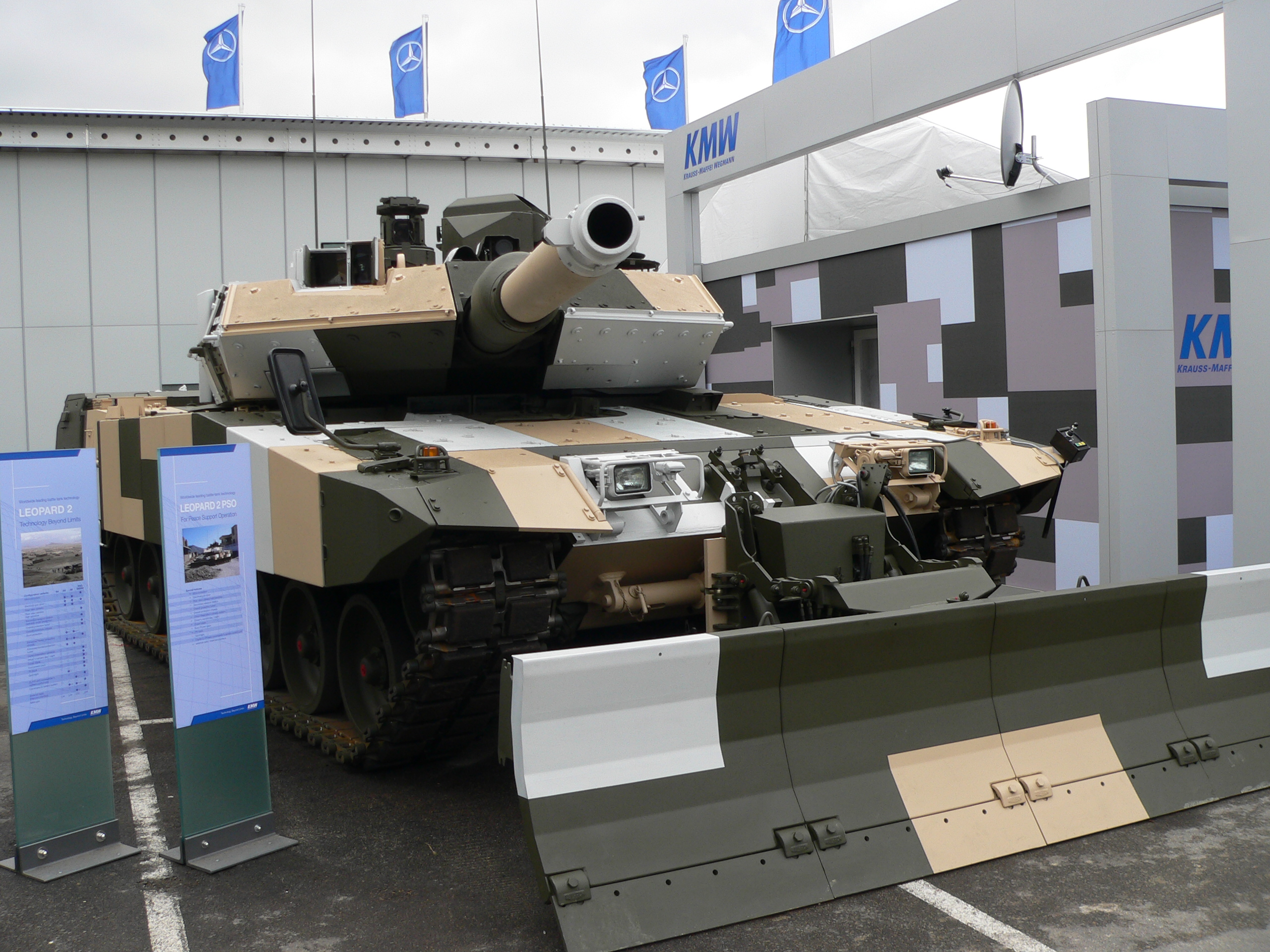
Leopard 2 PSO en Eurosatory 2006.

El nuevo Leopard 2 PSO (Peace Support Operations, Operaciones para el Mantenimiento de la Paz) está diseñado especialmente para la guerra urbana y se usa en operaciones para el mantenimiento de la paz con gran frecuencia. El Leopard 2 PSO está equipado con una protección completa más efectiva, un puesto de armas secundario, una habilidad de reconocimiento mejorada, una pala niveladora, un cañón más corto (para maniobrar en las calles urbanas, aunque cuente con un menor rango de fuego), armamento no letal, sistemas de supervivencia de corto rango (con sistemas de cámaras), un reflector y otros cambios para mejorar su movilidad en áreas abiertas no construidas. Estas características son similares a las del Equipo de Supervivencia Urbana para el Tanque (Tank Urban Survival Kit) del estadounidense M1A2 Abrams.

### Leopard 2A7

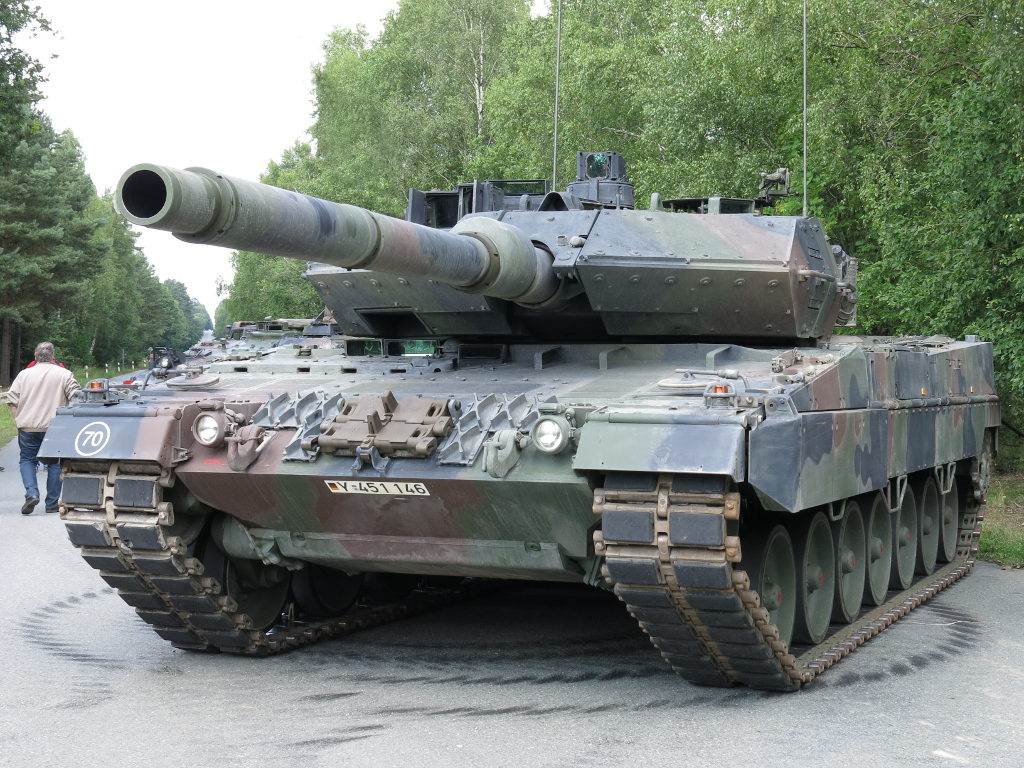
Un Leopard 2A7 del ejército alemán.

El Leopard 2A7 es diferente al Leopard 2A7+ de Krauss-Maffei-Wegmann y no está optimizado para el combate en terrenos urbanos. Se proporcionaron un total de 20 vehículos para la conversión a Leopard 2A7, que fueron los antiguos modelos neerlandeses Leopard 2A6NL devueltos por Canadá a Alemania. La actualización original ha sido extendida al Leopard 2A6M en colaboración con Canadá e incluye un sistema de refrigeración del compartimento de la tripulación de la serie del Leopard 2 A6M-HEL, una nueva unidad de potencia auxiliar de 20 kW basada en el motor Steyr Motors M12 TCA UI, el sistema de camuflaje Barracuda de Saab con reducción de calor (HTR CoolCam), un sistema de prueba de gestión de combate e información (Integriertes Führungs- und Informationssystem, IFIS), optimización de la electrónica de a bordo con ultracondensadores en el chasis y en la torre, el sistema de intercomunicación digital SOTAS IP, una renovación del sistema de extinción de incendios en el compartimiento de la tripulación y la actualización del módulo de imágenes térmicas Attica en la óptica del comandante. El sistema de armamento está adaptado para disparar munición HE. También puede ser equipado con un blindaje adicional en los laterales. El primer Leopard 2A7 fue entregado al Ejército Alemán en Múnich el 10 de diciembre de 2014. Se produjeron un total de 14 vehículos para el Batallón de Tanques 203, cuatro más para el Centro de Entrenamiento de Escuadrones Blindados de Alemania y otro para el Colegio Técnico para Sistemas Terrestres y Escuela para Tecnología del Ejército. El último de estos tanques es un vehículo de referencia para Krauss-Maffei-Wegmann.

#### Leopard 2A7+

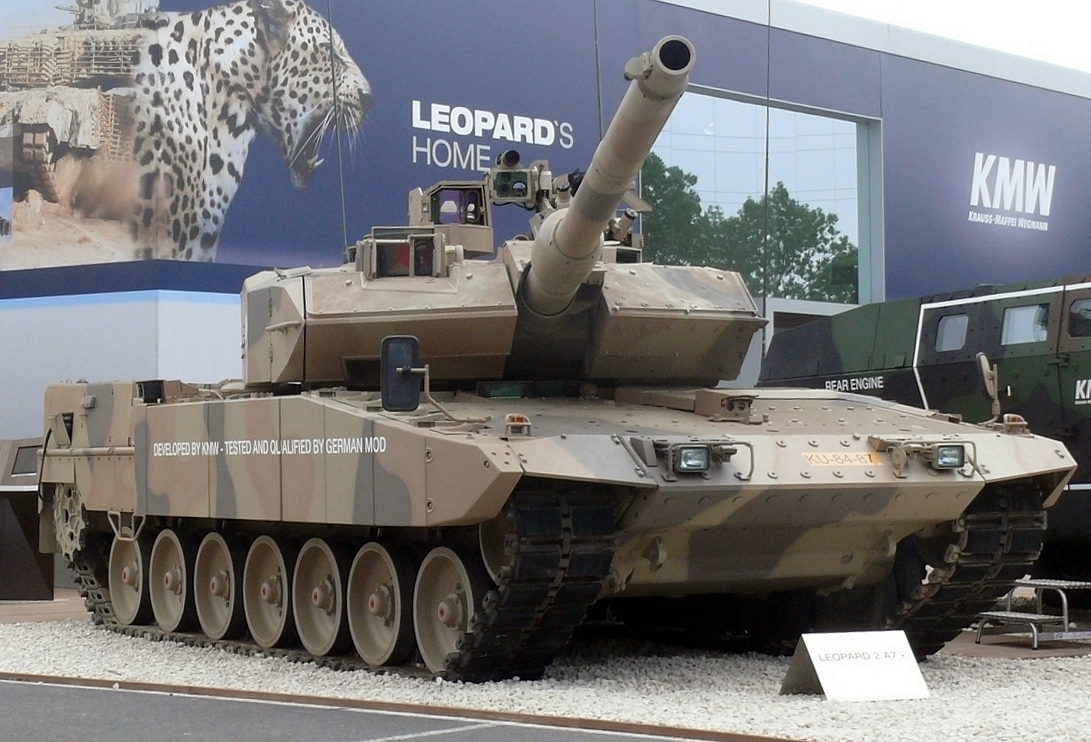
Un Leopard 2A7+ expuesto en la Eurosatory de 2010.

El Leopard 2A7+ fue expuesto por primera vez en la Eurosatory de 2010. Ha sido desarrollado por Krauss-Maffei-Wegmann para el Ministerio de Defensa de Alemania.
El Leopard 2A7+ está diseñado para operar tanto conflictos de baja intensidad como en conflictos de alta intensidad, con especial atención a las (Urban Operation, Operaciones Urbanas) (UrbOp) y las amenazas de los IED, que recibe la denomincaión Leopard 2A7+ UrbOp. La protección del tanque se ha aumentado con un blindaje modular; la protección frontal ha sido mejorada con un equipo dual en la torre y en la barcaza, y su protección de 360° contra granadas propulsadas por misiles y contra minas aumenta la supervivencia del tanque en operaciones urbanas. El sistema de blindaje con módulos fue usado por primera vez por Canadá en Afganistán. Puede disparar munición HE y el soporte de la MG3 de la torre ha sido reemplazado por una estación de control remoto de armas FLW 200. La movilidad, la sostenibilidad y el aviso de situación también han sido mejorados.
Tiene como armamento adicional un lanzagranadas MG 40, una ametralladora adicional de calibre 7,62, aparte de la renovación del arma principal, en donde se sustituye el cañón L44 por el Rheinmetall L55.

#### Leopard 2A7Q
El Leopard 2A7Q es una versión hecha para el ejército de Catar. Se basa en el demostrador Leopard 2A7+ de KMW, por lo que incluye una serie de cambios que actualmente no se encuentran en el Leopard 2A7 alemán, como el kit de blindaje adicional del casco, la bombeta pasiva y la protección contra ataques superiores en el techo y el FLW 200 RWS. El Leopard 2A7Q está equipado con una APU modificada, que incluso funciona cuando el vehículo está parado para alimentar el sistema de aire acondicionado. El sistema de camuflaje Barracuda del Leopard 2A7Q tiene faldas más largas, lo que reduce las nubes de polvo cuando se conduce por el desierto. 

#### Leopard 2A7HU
Designación de los Leopard 2A7+ adquiridos por Hungría en el año 2018.
En total Hungría adquirió 44 unidades pendientes de entrega.

#### Leopard 2A7DK
Variante desarrollada para el ejército de Dinamarca a partir del Leopard 2A5DK, las mejoras realizadas son: cañón Rheinmetall L55, mira auxiliar FERO Z18, mira PERI R17A2, nuevo sistema de aire acondicionado, nuevos asientos, cajas de munición más grandes, kit contra minas AMAP-M, cámara termográfica ATTICA, nueva APU y una interfaz de programación que le permite disparar munición programable y un software distinto al alemán. 

#### Leopard 2A7V
Variante desarrollada para el ejército alemán, con un peso de 63.9 toneladas, ofrece la mejor protección, movilidad y potencia de fuego de su clase.
El blindaje se aumentó considerablemente, igualando e incluso superando los 700 mm en el casco y la torreta, ofrece una protección de 360° contra misiles antitanque, minas antitanque, granadas propulsadas por cohete, rifles sin retroceso y artefactos explosivos improvisados.
Está equipado con el cañón Rheinmetall L55, dándole un alcance máximo de 5000 metros, el arma se puede usar tanto de día como de noche.
En lo que a movilidad respecta, el Leopard 2A7V puede alcanzar una velocidad de 70 km/h y una autonomía de 450 km.
En 2021, Alemania firmó un contrato para equipar a sus Leopard 2A7V con el  sistema de protección activa Trophy israelí.

#### Leopard 2A7A1

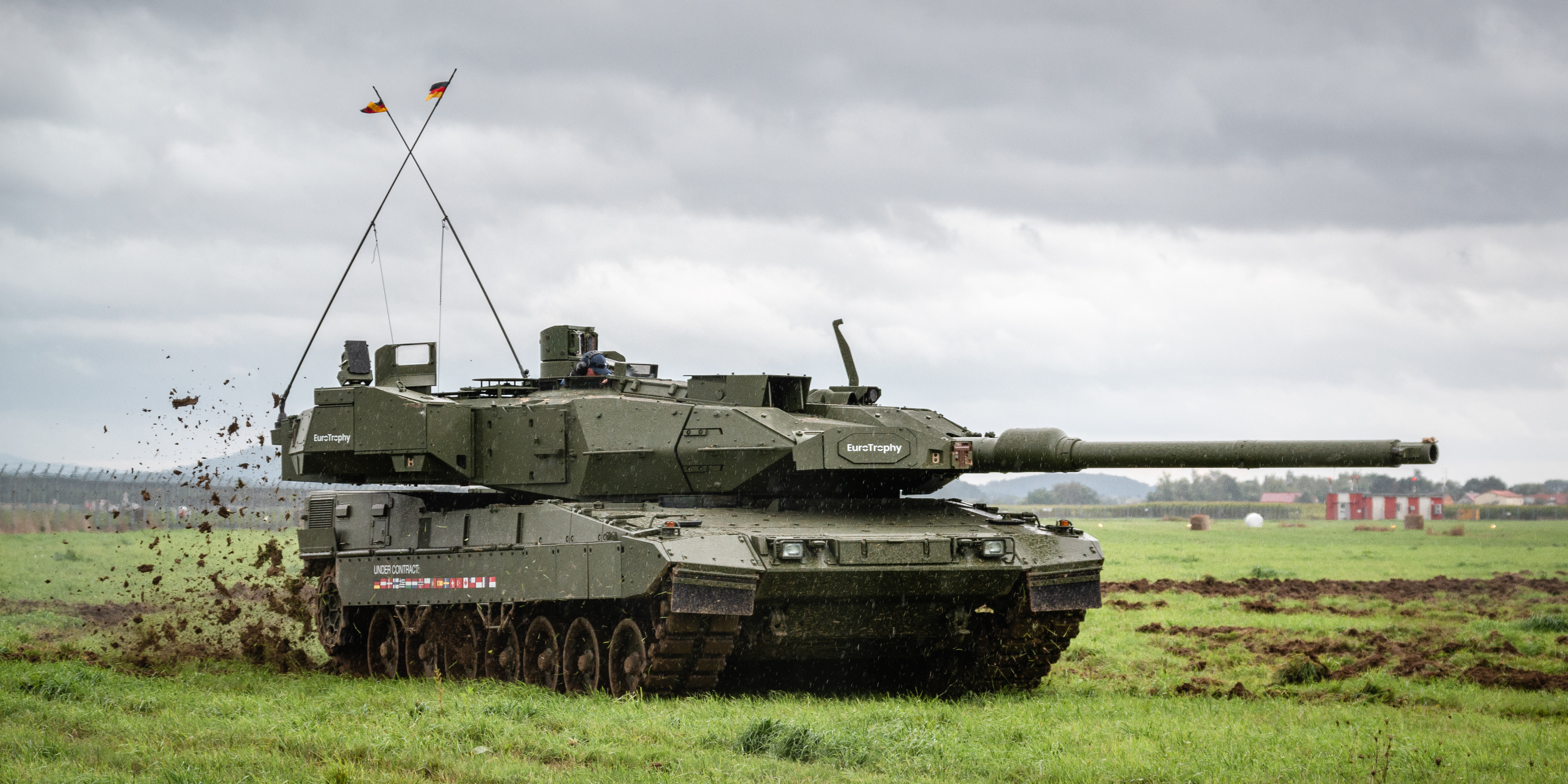
Leopard 2A7A1

Variante en servicio con el ejército alemán, esta variante no difiere en características con el Leopard 2A7V, salvo por estar totalmente equipado con el  sistema de protección activa Trophy.

#### Leopard 2A7 Demonstrator
Exhibido por primera vez en la Eurosatory 2022, esta variante está diseñada siguiendo los requisitos exigidos por Noruega.
Está variante cuenta con el cañón Rheinmetall L55A1 con capacidad de 42 rondas, una estación de armas a control remoto Kongsberg RS4, el sistema de protección activa Trophy y el sistema de detección láser ELAWS de Elbit Systems.
Cuenta con un blindaje mejorado, reforzando la protección del piso del tanque y la torreta. 
También cuenta con mira de comandante mejorada que incluye nuevos giroscopios de fibra óptica, cámara termográfica de tercera generación, telémetro láser y un sistema de conciencia situacional. 
Con un peso mínimo de 61.5 toneladas y un peso máximo de 64.3 toneladas, alcanza una velocidad de 60 km/h y una autonomía de 400 km.

### Leopard 2A8
Para reemplazar los 18 L2A6 donados por Alemania a Ucrania, se anunció la adquisición del Leopard 2A8,  la primera entrega se espera para el 2025.
Este modelo está basado en el Leopard 2A7HU pero con una serie de mejoras orientadas a mejorar la protección del tanque y su conciencia situacional.
El nuevo paquete de armadura es de tercera generación, de carácter modular, multicapa y espaciado en toda la estructura, está compuesta por acero de alta dureza, tungsteno, relleno de plástico y componentes cerámicos, ofreciendo protección contra diversas amenazas, tales como las granadas propulsadas por cohete y las minas.
Para mejorar la protección del tanque, estará equipado con el sistema de protección activa Trophy, que está diseñado para detectar y neutralizar misiles antitanque y otros proyectiles entrantes en un rango de 360°.
En cuanto a la electrónica, el tanque recibirá un sistema de control de incendios mejorado, sistemas de comunicación mejorados y un sistema de conciencia situacional.

### Leopard 2 A-RC 3.0
El holding del sector de defensa KNDS (KMW - NEXTER Defense Systems) presentó una nueva variante del tanque Leopard 2 con una torreta no tripulada, denominado Leopard 2 A-RC 3.0.
La tripulación del vehículo de combate se redujo a 3 personas, que, según la empresa, son colocadas en un compartimento protegido especial (cápsula).
El diseño de la torreta tiene el perfil más bajo posible, lo que reduce significativamente la visibilidad del tanque. La torreta tiene un mecanismo de carga automática, lo que proporciona una velocidad de fuego de 3 tiros por cada 10 segundos. La torreta está adaptada tanto para el cañón de 120mm, 130mm o 140 mm. La cantidad de munición que portaría el tanque aún no se especifica, pero los fabricantes han indicado que excede la capacidad estándar del Leopard 2. Además, la torreta se puede equipar con un sistema de armas de control remoto dotado con un cañón de 30x113mm y un mortero para desplegar cortinas de humo. Además, existe la opción de integrar misiles antitanque y drones.
El cuerpo del tanque está protegido por armaduras reactivas. Además, existe la posibilidad de instalar un sistema de protección activa. El peso del tanque Leopard A-RC 3.0, dependiendo de la configuración, varía dentro de las 60 toneladas, la longitud es de 7,95 metros (11,17 con el cañón), ancho de 3,73 metros, la altura de la cubierta de la torre es de 2,4 metros (2,84 con periscopio) y una distancia al suelo de 500mm.
La velocidad máxima del tanque alcanza los 65 kilómetros por hora, y la distancia alcanza los 460 kilómetros por carretera. El coche conduce un motor con una capacidad de 1500 caballos de fuerza.

### Vehículos de ingenieros y de entrenamiento

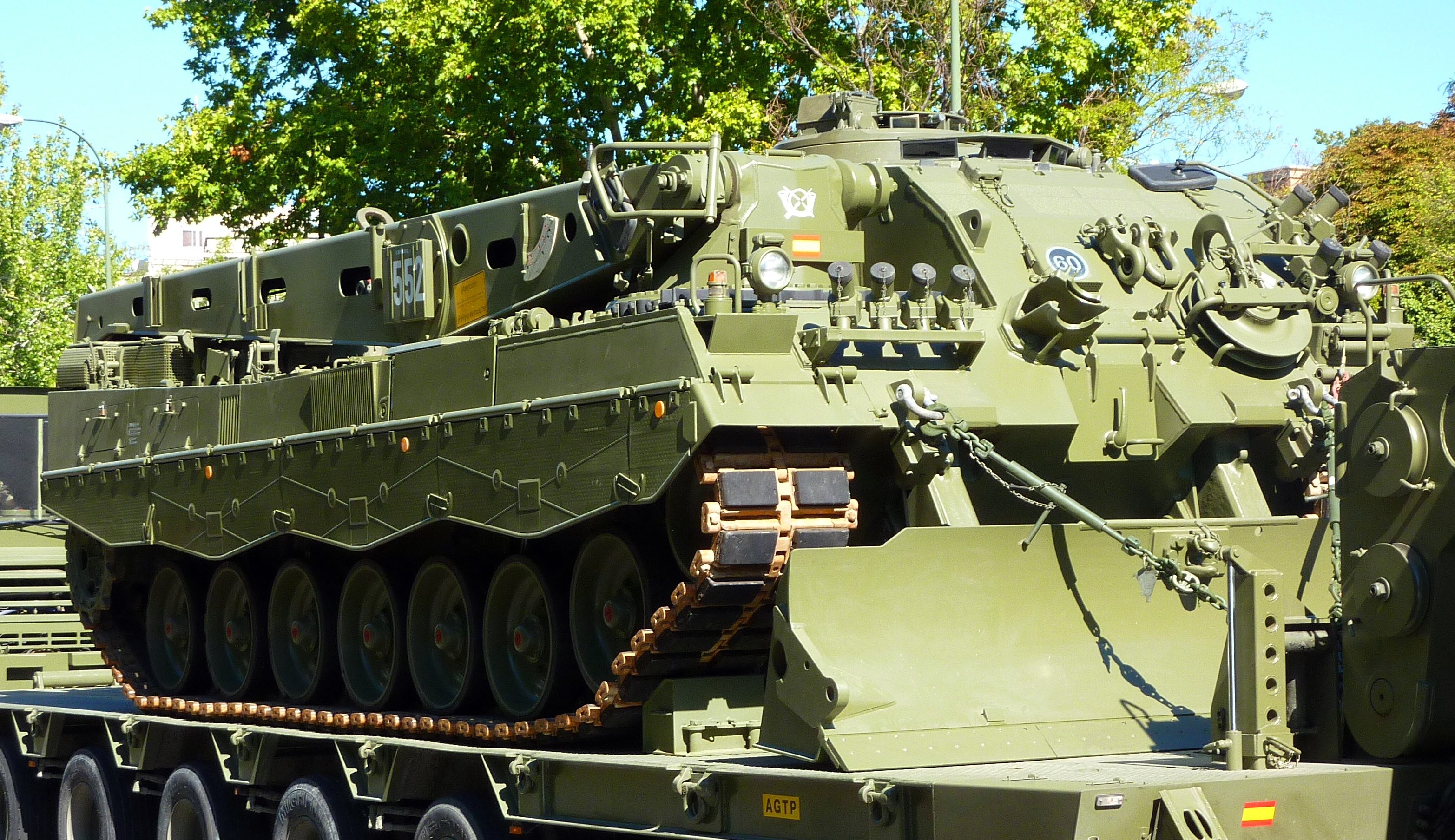
Un carro de recuperación Büffel (Búfalo) del Ejército de Tierra de España.

- Pionierpanzer 3 Kodiak: un vehículo de combate de ingenieros basado en un Leopard 2. El Kodiak es usado por el Ejército Suizo (donde tiene el nombre de SKodiak), y ha sido encargado por el Ejército de los Países Bajos y por el Ejército de Suecia.[131] Está equipado con una pala alisadora, una pala excavadora y un doble cabestrante. No tiene torre, sino que cuenta con un puesto de control remoto en su lugar. Lleva el chasis de un Leopard 2 con una estructura superior incorporada. El vehículo es usado sobre todo para despejar obstáculos (incluyendo campos de minas). La versión de los Países Bajos tendrá una protección adicional para los compartimentos de la tripulación. España podría proporcionar 24 Leopard 2A4 para convertir sus barcazas en estos vehículos para el Ejército Español. En España se ha probado un vehículo.[132]
- Bergepanzer BPz3 Büffel: vehículo de recuperación blindado.
- Panzerschnellbrücke Leguan: Vehículo blindado lanzapuentes. Combina un módulo con un puente creado por MAN Mobile Bridges GmbH con el chasis de un tanque. El Bundeswehr ha probado el Leguan con el chasis del Leopard 2.[133]
- Fahrschulpanzer: vehículo de entrenamiento.
- Leopard 2R: Vehículo blindado antiminas desarrollado por Patria Oyj para el Ejército de Finlandia, basado en el Leopard 2A4. Se han convertido 10 vehículos. Los vehículos están equipados con un rodillo antiminas o una pala alisadora y con un sistema de marcado automático.[134][135]
- Leopard 2L: Vehículo blindado lanzapuentes desarrollado por Krauss-Maffei-Wegmann y por Patria Oyj para el Ejército de Finlandia. Diez tanques Leopard 2A4 de Finlandia fueron reconstruidos para portar el puente Leguan.[134][135]
- WISENT 2: Vehículo blindado de recuperación basado en el Leopard 2 desarrollado por Flensburger Fahrzeugbau. El diseño modular del vehículo permite convertirlo rápidamente de vehículo blindado de recuperación a vehículo de ingenieros en menos de cinco horas.[136]

## Usuarios

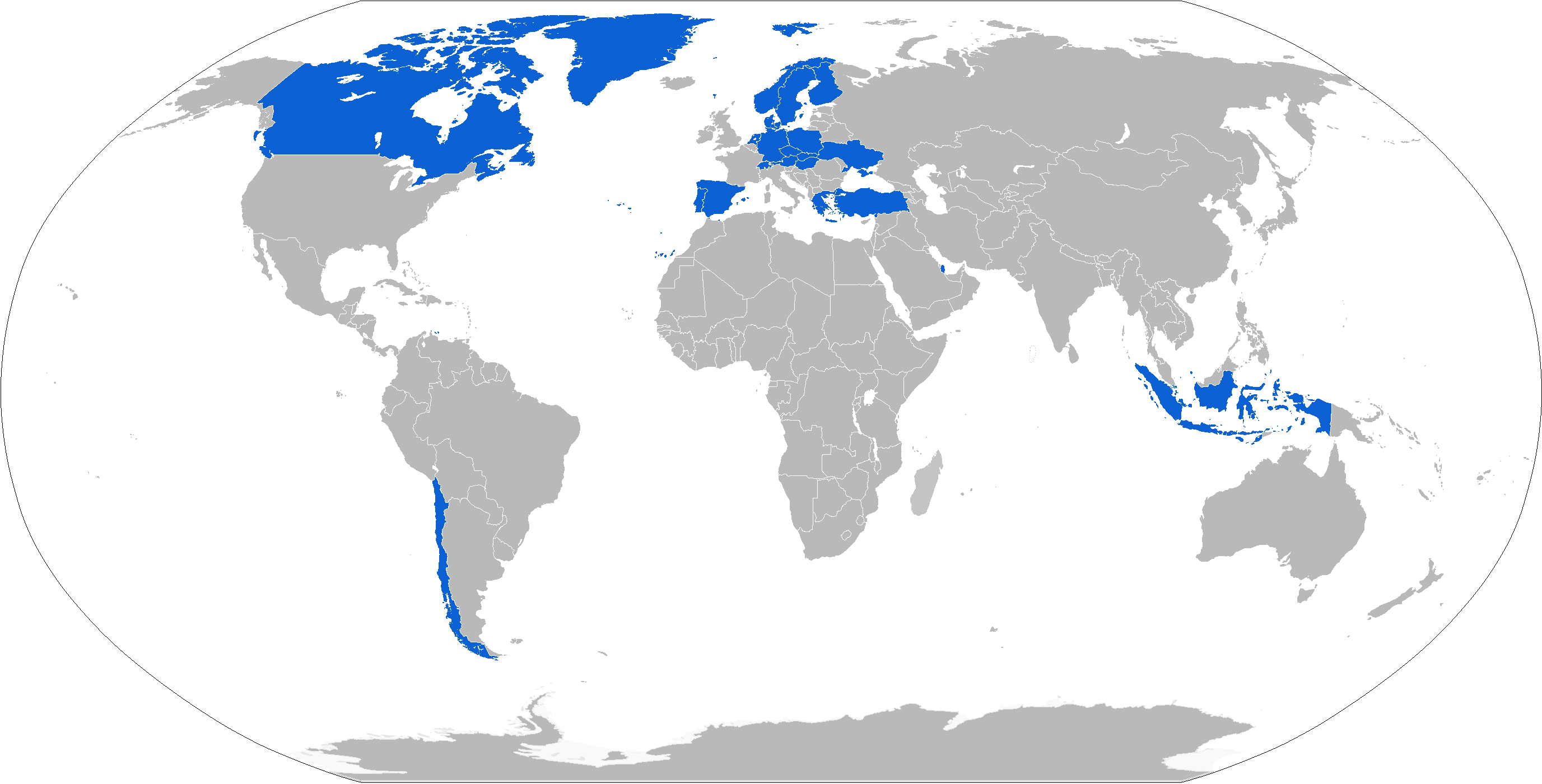
Operadores de Leopard 2 a diciembre de 2022

### Operadores Actuales

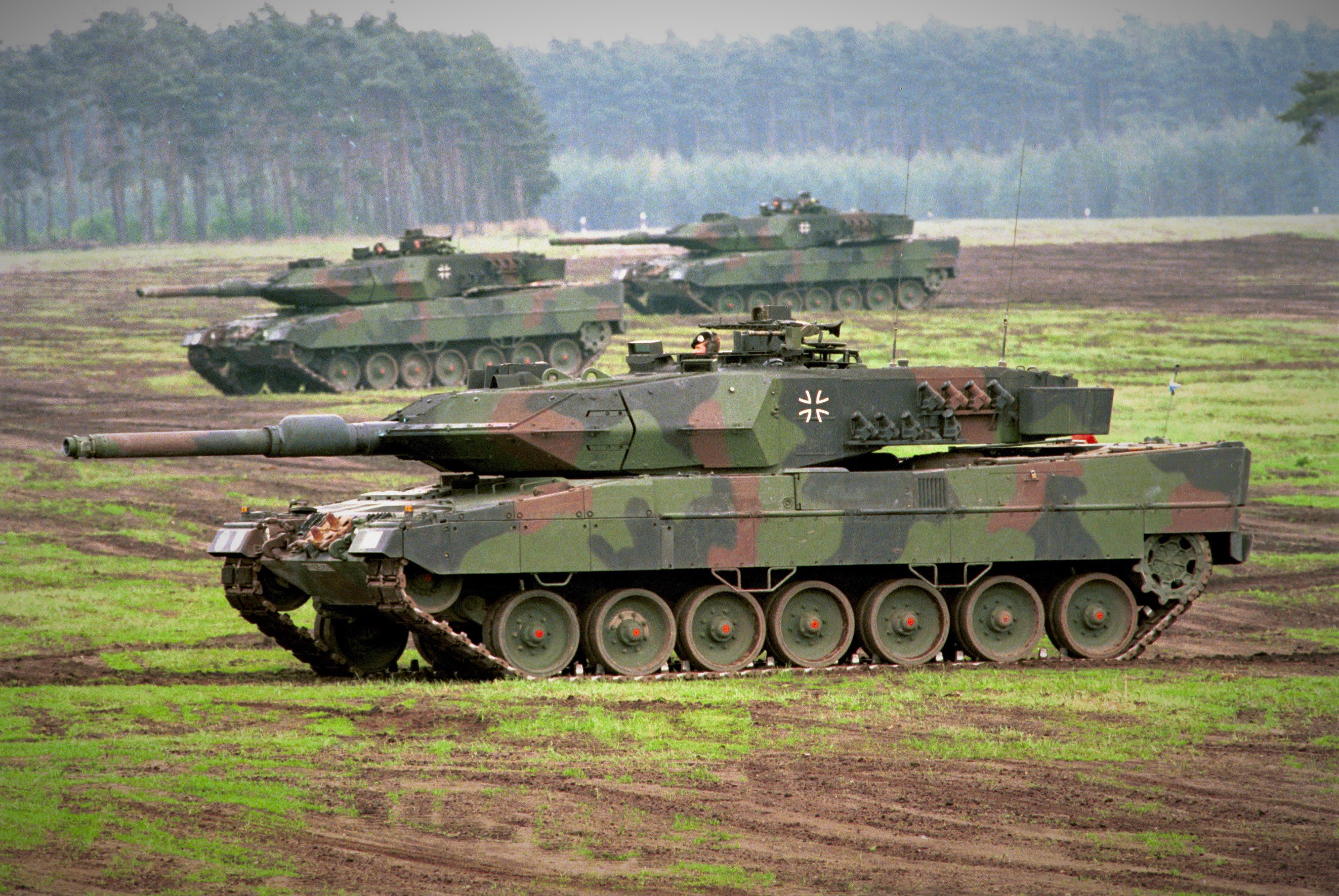
Carros Leopard 2A5 del Ejército alemán.

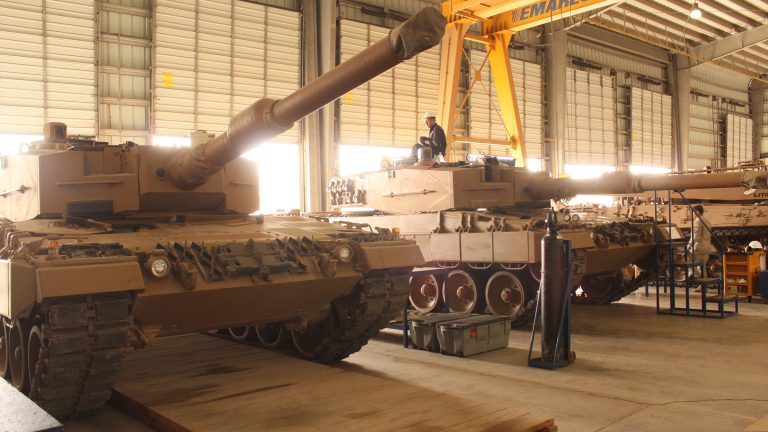
3 Leopard 2A4CHL en proceso de mantenimiento

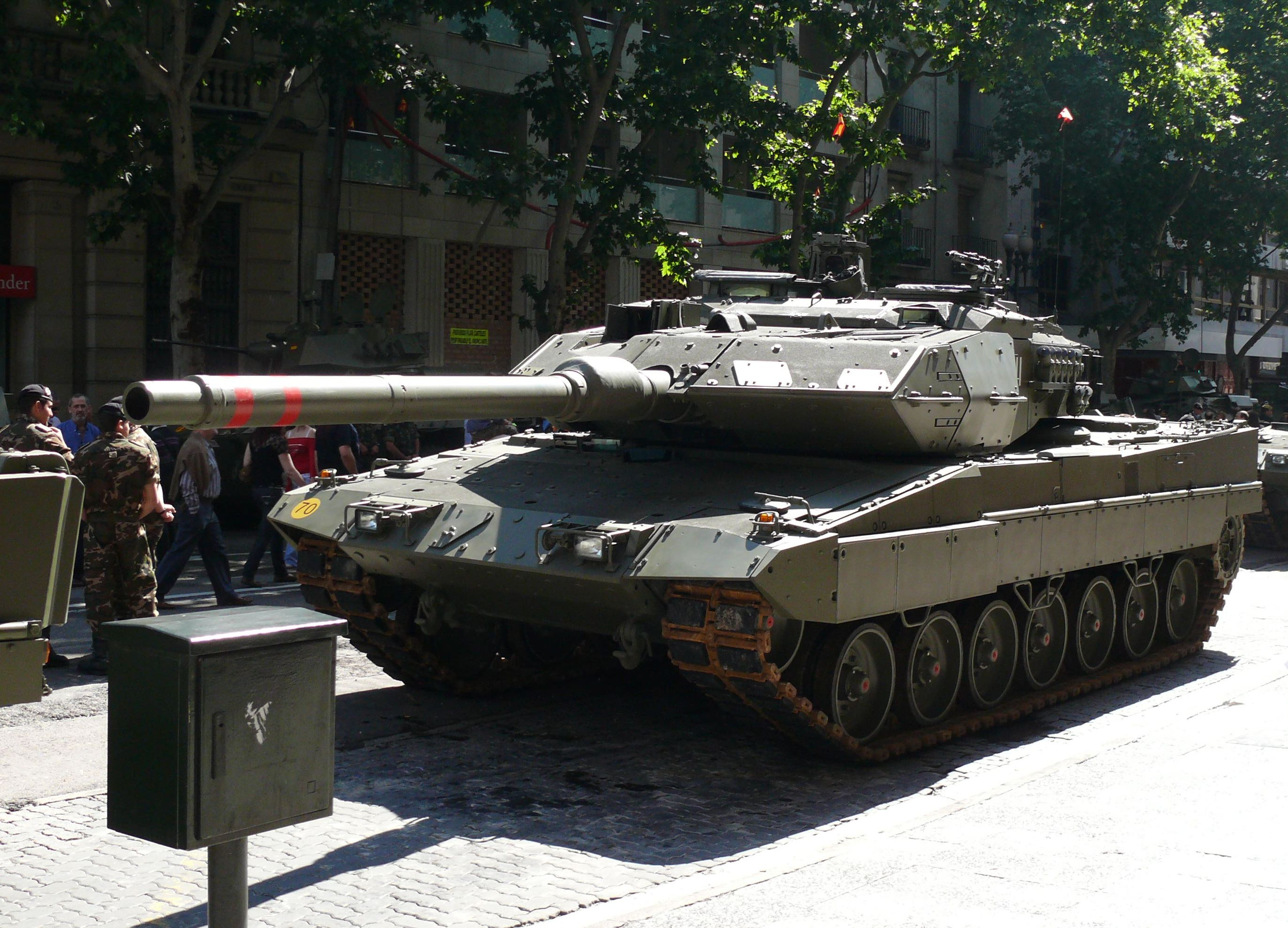
Leopardo 2E del Ejército de Tierra de España en el desfile del día de las Fuerzas Armadas de España en Zaragoza, 1 de junio de 2008.

- Alemania

El Ejército Alemán tenía aproximadamente 250 tanques Leopard 2 en servicio en marzo de 2015. Este número se incrementará a 328 tanques A6, A6M y A7. Actualmente el número se ha reducido a 310 Leopard 2 en todas sus versiones A6, A6M y A7, debido al envío de 18 unidades Leopard 2A6 a Ucrania en marzo de 2023. .
- Austria

El Ejército Austriaco adquirió 114 de los Leopard 2A4 excedentes del inventario neerlandés.
- Canadá

Las Fuerzas Canadienses adquirieron 20 Leopard 2A6M a Alemania en el verano de 2007 para reforzar el papel de Canadá en la misión de Afganistán, fueron entregados en agosto de 2007 y designados Leopard 2A6M CAN después de ser actualizados por KMW.
Las Fuerzas Canadienses planearon adquirir 100 Leopard 2 a los Países Bajos (40 Leopard 2A4M, 40 2A6NL y 20 vehículos de soporte en 2007.
También fueron adquiridos 15 Leopard 2A4 más a Alemania como reserva.
- Chile3 Leopard 2A4CHL en proceso de mantenimiento

El Ejército de Chile opera unas 234 unidades usadas distribuidas en tres brigadas y el centro de entrenamiento de combate acorazado CECOMBAC. Se adquirió un primer lote de 174 tanques Leopard 2A4 del inventario alemán en retiro en el año 2007, los cuales fueron actualizados a una versión local denominada Leopard 2A4CHL que incluía entre otros aspectos la instalación de una actualización de los motores MTU para su operación sin recalentamiento a grandes alturas, junto con nuevos equipos de comunicación de Elbit.

El día 14 de julio de 2023 Famae firmó contrato con Aselsan para la modernización de una cantidad        indeterminada de Leopard 2A4CHL. Aún no se sabe con exactitud a qué versión del Leopard será modernizada, pero lo más probable sea a la versión Leopard 2A4NG.
- Dinamarca

El Ejército Danés adquirió 52 Leopard 2A4 procedentes del inventario alemán y 51 los mejoró a la versión 2A5DK (equivalente al Leopard 2A6 excepto el cañón L55).
- Eslovaquia

En agosto de 2022, el Ministerio de Defensa eslovaco anunció que recibirá 15 Leopard 2A4 de Alemania a cambio de sus 30 vehículos de combate de infantería BMP-1 de orugas de la reserva que se entregarán a Ucrania para ayudar a defenderse contra la invasión rusa. El paquete de tanques de Alemania incluye municiones, entrenamiento y piezas de repuesto. Los planes para futuras modernizaciones o la compra de versiones modernas del Leopard 2 no fueron revelados en ese momento. El primer Leopard 2A4 fue entregado el 19 de diciembre de 2022.
- España

El Ejército de Tierra de España opera 323 Leopard 2: 104 Leopard 2A4 que fueron adquiridos del inventario alemán en 1995 y 219 Leopard 2E, más 16 Leopard 2ER de recuperación fabricados en España bajo licencia por Santa Bárbara Sistemas, encargados en 1998 y entregados entre 2004 y 2008. Varios tanques de la versión 2A4 fueron transferidos a Ucrania durante la invasión rusa de Ucrania.
- Finlandia

El Ejército finlandés opera 124 Leopard 2A4 comprados de los excedentes del inventario alemán. 20 de ellos fueron convertidos en vehículos lanzapuentes y vehículos de ingenieros.
- Grecia

El Ejército Griego opera 366 Leopard 2: 196 Leopard 2A4 comprados del inventario alemán y 170 Leopard 2A6 HEL (versión del Leopard 2A6EX) encargados en marzo de 2003 y entregados entre 2006 y 2009.
- Hungría

Según información del ministro de defensa húngaro, Tibor Benkő; se ha negociado la compra de 56 carros de combate, 12 de la versión Leopard 2A4 y 44 de la referencia 2A7+, junto a 24 howitzer's del modelo PzH-2000. Las entregas de dichos sistemas se iniciará pronto, teniéndose el fin de entregas en el 2021.
- Indonesia

El gobierno de Indonesia adquirió en el año 2011 100 Leopard 2A6 a Alemania por un importe de US$ 280 millones.
- Noruega

El Ejército Noruego opera 52 Leopard 2A4 comprados a los Países Bajos, designados Leopard A4NO. Posteriormente estos fueron actualizados al modelo Leopard 2A5 estándar. En febrero del 2023, el gobierno noruego anunció la adquisición de 54 tanques Leopard 2A7, con la opción de 18 tanques más para reemplazar a los Leopard 2A4 que operan actualmente, las entregas iniciarán en 2026 y finalizarán en 2031.
- Países Bajos

El Ejército Real de los Países Bajos ha operado 445 Leopard 2 NL hasta 1993, fecha en la que inició el plan de reducción de sus carros de combate debido al fin de la Guerra Fría. 115 fueron vendidos a Austria y 52 a Noruega. Los restantes fueron actualizados a la versión 2A5, el primero de ellos entró en servicio en mayo de 1997. 180 de los Leopard 2A5 fueron actualizados a la versión 2A6 a partir de febrero de 2003. Después de vender a Canadá 100 Leopard 2 (20 Leopard 2A6 y 80 Leopard 2A4), más 37 Leopard 2A6 a Portugal hace que actualmente queden en estado operativo unos 110 Leopard 2A6 en los Países Bajos, mientras que los restantes, A4 o A5, serán modificados para diversos fines como lanzapuentes, etc.
- Polonia

Las Fuerzas de Tierra Polacas operaban 128 Leopard 2A4 comprados del inventario alemán. Recientemente se decidió el estandarizar el parque de blindados polaco, para lo cual se obtuvo del inventario germano cerca de 130 unidades, entre los modelos 2A4 y 2A5. Esta partida concluyó su entrega en el año 2014, quedando el ejército polaco en posesión de al menos 250 unidades. Actualmente se pretende modernizar las unidades al estándar Leopard 2PL.
- Portugal

El Ejército Portugués ha adquirido 37 Leopard 2A6 del inventario neerlandés en septiembre de 2007 para la Brigada Mecanizada Santa Margarida.
- Catar

En 2009 se anunció que el emirato de Catar tenía la intención de adquirir 36 carros Leopard 2. El partido negro-rojo de la coalición estuvo de acuerdo con esta solicitud. Acuerdos de armas con los estados árabes de este tipo, que antes le fueron lesivos ahora le son indiferentes a Israel; los cuales no habrían tenido lugar antes de su reconocimiento como estado. Israel fue informado con anticipación sobre la intención de venta alemana, pero no hubo objeciones al respecto. En 2012, Catar anunció la posibilidad de adquirir otros 200 carros adicionales, pero en el año 2013 se declaró por parte de Rheinmetall que la cifra tan solo llegaría a 62 unidades, más 24 howitzers del modelo PzH-2000. Las primeras entregas iniciaron a fines de 2014/inicios de 2015 y serán culminadas en el 2018. Las primeras unidades han sido expuestas en la parada militar con motivo del día nacional de Catar, el 18 de diciembre de 2015.
- República Checa

El Ejército de la República Checa estuvo en la estación militar de Zaragoza en Casetas, inspeccionando y verificando el estado de funcionamiento y almacenamiento de los Leopard 2A4 deslubricados por recortes presupuestarios, dejando entrever su interés en dichas máquinas. Pero ante el estado de los mismos, se rehusó a celebrar cualquier clase de trato. En mayo de 2022, el Ministerio de Defensa checo anunció que obtendrá 15 Leopards 2A4 de Alemania como intercambio de tanques checos que se entregarán a Ucrania para ayudar a defenderse contra la invasión rusa y puede comprar hasta 50 variantes modernas 2A7 + más adelante. El primer Leopard 2A4 fue entregado el 21 de diciembre de 2022. El número total entregado será de 14 piezas de Leopard 2A4 y 1 pieza de Bpz3 Büffel.
- Singapur

El Ejército de Singapur ha adquirido 66 Leopard 2A4 del inventario alemán y fueron encargados 30 más para reserva. existe un pedido para 36 unidades adicionales del Leopard 2A4.
- Suecia

El Ejército Sueco ha operado 280 Leopard 2: 120 Leopard 2S (Strv 122) nuevos y 160 Leopard 2A4 (Strv 121) comprados del inventario alemán. Sólo los 120 Strv 122 continúan en servicio activo.
- Suiza

El Ejército Suizo opera 380 Leopard 2A4 designados Pz 87; 35 de ellos fueron comprados a Alemania y los restantes fueron fabricados localmente bajo licencia.
- Turquía

El Ejército Turco opera 298 Leopard 2A4 comprados del inventario alemán. Más de 20 unidades han sido perdidas en las operaciones militares en el conflicto al norte de Siria.
- Ucrania

≥ 90 (30 entregados, menos de 26 activos). Al 23 de febrero de 2023, las transferencias confirmadas a Ucrania desde las existencias del ejército incluyen 14 2A4 de Polonia, 8 2A4NO de Noruega, 8 2A4CAN de Canadá, 10 2A4 de España, un número desconocido de carros de combate de Finlandia. Los Países Bajos acordaron ayudar a adquirir y suministrar municiones para los tanques. Los operadores de tanques ucranianos comenzaron a capacitarse en los vehículos en febrero de 2023 y se espera que lleguen a Ucrania en marzo. Los primeros 4 tanques Leopard 2A4 de las existencias polacas se entregaron a Ucrania el 24 de febrero de 2023. Los 10 restantes llegaron después del 7 de marzo. Los 8 tanques noruegos se entregaron el 20 de marzo de 2022. Los 8 Canadian Leopard 2A4CAN se entregaron el 18 de abril de 2023. Rheinmetall está preparando 50 tanques Leopard 2A4 adicionales para Ucrania, con 30 reacondicionados a partir del 4 de marzo de 2023. Los 20 tanques restantes podrían estar listos para fines de 2023 o principios de 2024, según un portavoz de la compañía. El 20 de abril de 2023, los Países Bajos y Dinamarca anunciaron la adquisición conjunta de 14 Leopard 2A4 de existencias de la industria de defensa alemana para Ucrania, con entrega programada para el primer trimestre de 2024.

### En negociación
- Bulgaria

El Ministerio de Defensa de Bulgaria ha estado interesado en adquirir al menos 24 unidades del Leopard 2A6. El negocio ha recibido el respaldo mediante el incremento del presupuesto para la milicia, estimado en un 2 % del PIB para 2016 en el nuevo presupuesto general de Bulgaria, y en la solicitud de los altos mandos militares para elevar el gasto en defensa hasta los 2.2 mil millones de dólares para nuevos armamentos para el Ejército de Bulgaria.
- Croacia

El ministerio de defensa de Croacia está buscando reemplazar sus tanques M-84A4 que actualmente tiene a su servicio. En ciertas negociaciones con Alemania sobre las compras de material de guerra moderno ha conseguido adquirir 15 obuses autopropulsados PzH-2000, así como insistió en la compra de unos Leopard 2A5 que son mantenidos en almacenamiento por el gobierno alemán actualmente. Bajo el gobierno de Milanović se ha negociado la compra de hasta 50 tanques y de otros más para partes de repuesto. El paquete incluiría motores de repuesto, tractocamiones de transporte y los vehículos de ingenieros necesarios para dos divisiones de blindados, siendo avaluado el acuerdo en 155 millones de euros. Dicha compra pudiese haber coincidido con la adquisición de los obuses autopropulsados PzH 2000, pero debido a las limitaciones presupuestarias, al menos para el tiempo presente, dichos vehículos no han sido adquiridos, pero el interés por los mismos permanece, ya en vista de que los altos mandos militares de Croacia no tienen planes para modernizar o mantener sus tanques M-84A4 más allá del año 2020.
- Rumania

Como parte de un programa de modernización, desde 2019 el ejército rumano ha estado considerando la adquisición de tanques Leopard 2.

### Tratos cancelados y/o frustrados
- Arabia Saudita

El gobierno saudí busca adquirir un lote de Leopard 2A7s (más o menos un total de 600-800 tanques). A inicios del mes de julio de 2011, la prensa de Alemania reportó que en el Bundessicherheitsrat (Concejo Federal de Seguridad) se había aprobado la venta por parte de KMW al menos 200 unidades del modelo 2A7+ a Arabia Saudí. Esta supuesta venta halló inmediatamente la oposición en Alemania, debido al involucramiento del gobierno saudí en el aplastamiento de las protestas populares en el vecino Bahreín. Además, las críticas también vinieron de la canciller federal Angela Merkel y su coalición de gobierno, y, posteriormente de KMW. En junio de 2012, ciertos reportes dejaron entrever que Arabia Saudí habría incrementado su pedido si bien el trato estimaba un total de 600 a 800 unidades. Pero el contrato nunca fue firmado, y el tema se hizo un amplio tópico de debate entre el pueblo alemán y el parlamento federal. El 13 de abril de 2014, un periódico alemán reportó que el acuerdo por los Leopard 2 fue cancelado formalmente debido a la oposición del ministro de Economía Federal del momento, el socialdemócrata Sigmar Gabriel.
- Perú

El Ejército del Perú ha buscado sustituir sus T-55 desde hace ya tiempo, con materiales más modernos, pero debido a las fluctuaciones del mercado de materias primas y a intrigas administrativas del mando militar con el gobierno de turno, se han cancelado negociaciones bastante avanzadas, como la de los MBT-2000 con China, de los que se alcanzó a recibir 5 unidades que, posteriormente, fueron devueltas a su fabricante. La intención es adquirir al menos 100 blindados, para dicho concurso se han presentado inicialmente el M-84AS de Serbia, el T-84 de Ucrania, el T-90S de Rusia, el M1 Abrams estadounidense y el Leopard 2A4/A5 ofrecido por los gobiernos de España y los Países Bajos, siendo declinada de primera las ofertas española y neerlandesa, por las complejidades técnicas y de cambio en la procedencia del material, además del estado del material español (inoperativos y a la espera de actualización). Aunado a lo último, dentro de las peticiones peruanas está el de contar con repuestos para dichos blindados, cosa que ni la oferta holandesa ni la española incluían.
- Colombia

La reunión de personal de la firma alemana KMW con la viceministra de defensa del país sudamericano dejó entrever el interés por parte del ejército colombiano de disponer al menos de 50 carros de combate del modelo 2A4. La intención de poseer nuevamente unidades blindadas pesadas en Colombia no es nueva, y ya ha sido frustrada en tres ocasiones: Durante el Incidente de la Corbeta Caldas en 1987, en 1998 por la campaña presidencial que dejó como nuevo presidente a Álvaro Uribe Vélez, periodo durante el que fuera boicoteada desde dentro del mismo país y fuera de él desde Venezuela la compra de 50 tanques AMX-30E a España, y la más reciente, surgida tras conocerse la compra inicial de 32 LAV III a Canadá. Pero la adquisición de 76 Stryker ha dejado en entredicho el futuro para un aparato de carácter y función real como tanque rector en la caballería mecanizada en Colombia.

## Uso en combate
Los tanques Leopard 2 han sido usados en combate por Canadá, Dinamarca, Turquía y Ucrania.

### Canadá
Como resultado de la experiencia de operar tanques Leopard 1 Canadá llegó a un acuerdo con Alemania para conseguir 20 Leopard 2A6M y emplearlos en Afganistán.

### Dinamarca
Cuando en 2007 las tropas danesas fueron asignadas a la provincia de Helmand (Afganistán) se analizó la experiencia canadiense y se decidió destacar tanques Leopard 2A5 para apoyarles.

### Turquía

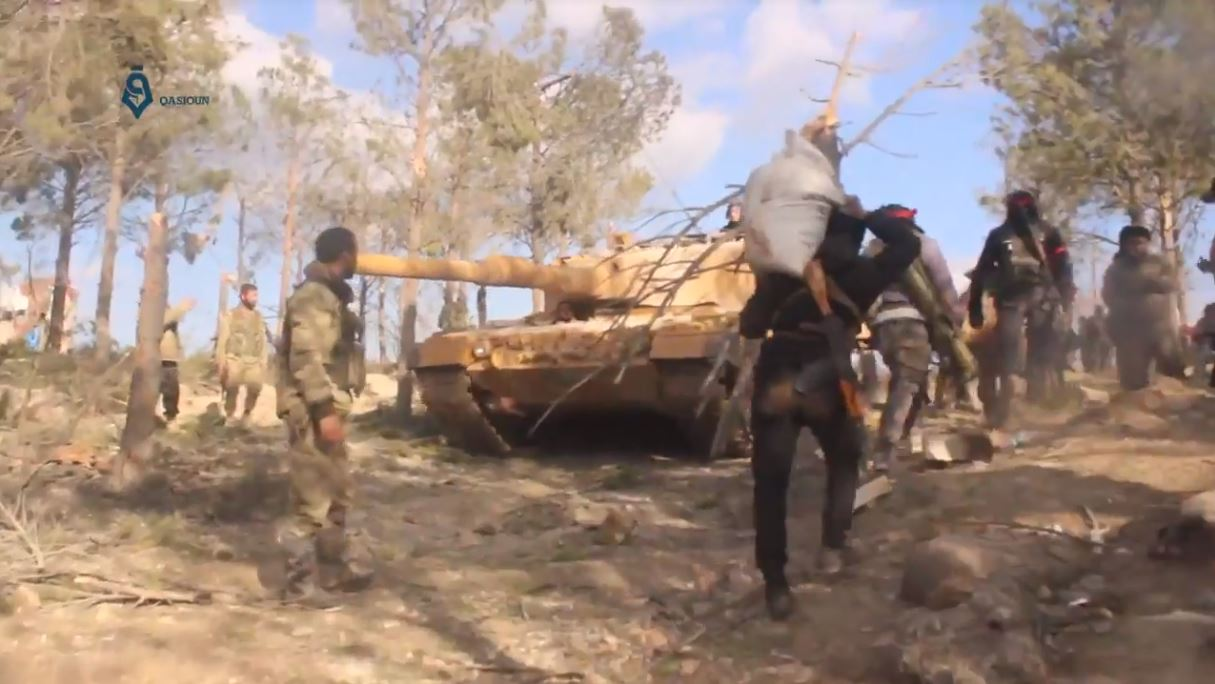
Un Leopard 2A4 turco junto a rebeldes sirios y soldados turcos tras la captura de la colina de Bursaya, durante la batalla de Afrin, 29 de enero de 2018.

Turquía decidió emplear sus tanques Leopard 2A4 en sus incursión en el norte de Siria. La decisión necesitaba aprobación previa por parte de Alemania y el motivo de emplear los Leopard 2 fue la vulnerabilidad de los M-60T turco-israelíes. Algunos Leopard 2 fueron destruidos en emboscadas y combates contra el ISIS en la ciudad de Al Bab.
Según los expertos en milicia, se deduce que las purgas en el ejército turco afectaron al despliegue de las tropas y causaron gran parte de los errores tácticos cometidos en el combate asimétrico, esto es debatido por los expertos militares turcos, que aducen que al dejar un tanque expuesto en ocasiones a los misiles antitanque empleados por el Daesh, al combatirlo los terroristas hicieron uso de tácticas específicas para su neutralización, similares a las usadas en Chechenia contra los T-72.
Adicionalmente, los Leopard 2 que las tropas de Turquía desplegaron en la zona eran carros de combate Leopard 2A4 antiguos, modernizados a una versión local con un blindaje añadido especial hecho localmente, y que se suponía era más eficaz que sus contrapartes sueca y germana, pero demostró todo lo contrario, por tener un mayor grado de vulnerabilidad en los laterales. El diseño de dicho blindaje añadido ha mostrado que la parte trasera es más que vulnerable, siendo dicha zona atacada seguidamente por combatientes conocedores de dicha debilidad.
Al menos ocho Leopard 2 fueron destruidos según informes fotográficos, algunos totalmente destruidos, con sus torretas voladas.

### Ucrania

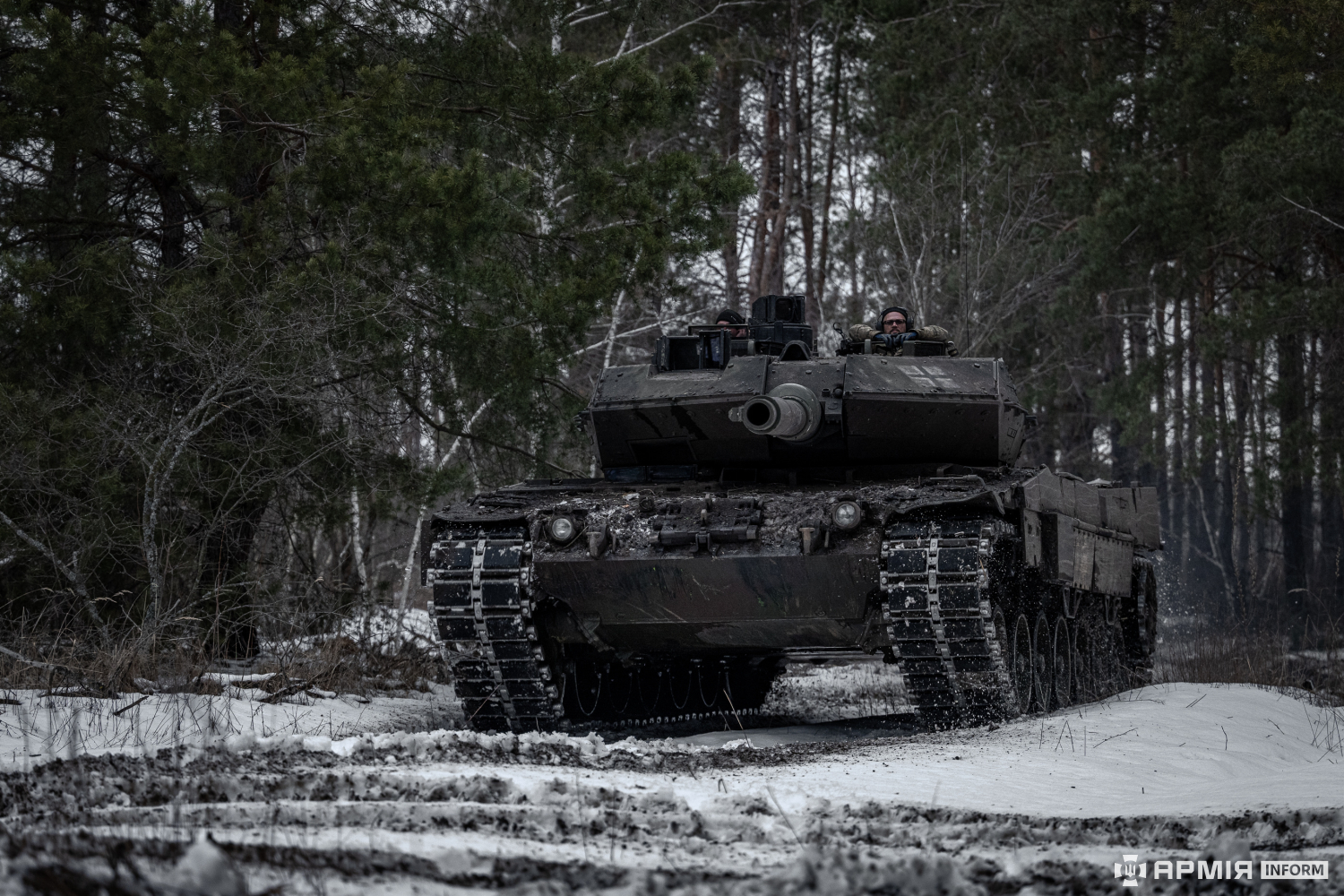
Un tanque Leopard 2A6 en servicio en las Fuerzas Armadas de Ucrania

A partir de mayo de 2023, Ucrania desplegó varios Leopard 2 en la guerra ruso-ucraniana contra Rusia en preparación para su contraofensiva de 2023. Durante los ataques ucranianos en el óblast de Zaporizhzhia el 8 de junio de 2023, un ataque de artillería rusa contra una columna de vehículos ucranianos en Novopokrovka destruyó al menos un tanque Leopard 2A4. Además, más imágenes de drones rusos del mismo día también muestran varios vehículos de combate M2A2 Bradley y al menos un Leopard 2A6 dañado o destruido. Al 19 de junio de 2023, al menos dos tanques Leopard 2A4 y tres Leopard 2A6 se perdieron en combate, dos de ellos destruidos y tres dañados/abandonados. Además, también se informó que tres vehículos pesados para despejar minas Leopard 2R fueron destruidos. Se reporta la destrucción de un Leopard 2A6 por un dron suicida ZALA Lancet.
El 30 de octubre de 2023, un vídeo mostró un tanque Stridsvagn 122 alcanzado y destruido por un misil 9M133 Kornet. Se vio a la tripulación abandonar el vehículo inutilizado.
Para octubre de 2024, según el sitio web neerlandés de análisis de defensa de inteligencia de fuentes abiertas (OSINT), Oryx, al menos 21 de los 40 Leopard 2A4 entregados hasta la fecha habían sido destruidos o dañados (once destruidos, seis dañados y abandonados y cuatro dañados y presumiblemente recuperados); mientras que otros 13 Leopard 2A6 (de los 21 donados por diferentes países) también habían resultado dañados o destruidos en combate (siete destruidos, dos dañados y abandonados y cuatro dañados y recuperados); a estas cifras hay que añadir siete Stridsvagn 122 perdidos, de los diez entregados, (uno destruidos, cinco dañados y abandonados y uno dañado y recuperado). Estas cifras podrían ser más elevadas ya que se tiene constancia de la pérdida de 68 tanques ucranianos cuyo modelo se desconoce, por lo que es muy posible que entre ellos haya algún modelo Leopard 2. Se tiene constancia de al menos un Leopard 2A6 capturado y trasladado a Uralvagonzavod (Fábrica de carros de los Urales, en español) para desmantelarlo y analizar sus componentes.